# Benito Mussolini
Benito Amilcare Andrea Mussolini (Predappio, 29 de julho de 1883 – Mezzegra, 28 de abril de 1945) foi um político italiano que liderou o Partido Nacional Fascista e é creditado como sendo uma das figuras-chave na criação do fascismo. Tornou-se o primeiro-ministro da Itália em 1922 e começou a usar o título Il Duce desde 1925, onde abandonou qualquer estética democrática do seu governo e estabeleceu sua ditadura totalitária. Após 1936, seu título oficial era "Sua Excelência Benito Mussolini, Chefe de Governo, Duce do Fascismo e Fundador do Império". Mussolini também criou e sustentou a patente militar suprema de Primeiro Marechal do Império, junto com o rei Vítor Emanuel III da Itália, quem deu-lhe o título, tendo controle supremo sobre as forças armadas da Itália. Mussolini permaneceu no poder até ser substituído em 1943; por um curto período, até a sua morte, ele foi o líder da República Social Italiana.
Mussolini foi o fundador do fascismo, que incluía elementos de nacionalismo, corporativismo, capitalismo monopolista, sindicalismo nacional, expansionismo, progresso social, colaboração de classes, antiliberalismo, anticomunismo e oposição ao capitalismo liberal, se opondo também às ideias de luta de classes e do materialismo histórico, utilizando-se da censura de subversivos e maciça propaganda do Estado e culto à personalidade em volta do líder. Nos anos seguintes à criação da ideologia fascista, Mussolini conquistou a admiração de uma grande variedade de figuras políticas.
Entre suas realizações nacionais de 1924 a 1939 destacam-se os seus programas de obras públicas como a drenagem das áreas pantanosas da região do Agro Pontino e o melhoramento das oportunidades de trabalho e transporte público. Mussolini também resolveu a Questão Romana ao concluir o Tratado de Latrão entre o Reino de Itália e a Santa Sé. Ele também é creditado por garantir o sucesso econômico nas colônias italianas e dependências comerciais. Embora inicialmente tenha favorecido o lado da França contra a Alemanha no início da década de 1930, Mussolini tornou-se uma das figuras principais das potências do Eixo e, em 10 de junho de 1940, inseriu a Itália na Segunda Guerra Mundial ao lado dos alemães. Três anos depois, foi deposto pelo Grande Conselho do Fascismo, motivado pela invasão aliada. Logo depois de preso, Mussolini foi resgatado da prisão no Gran Sasso por forças especiais alemãs.
Após seu resgate, Mussolini chefiou a República Social Italiana nas partes da Itália que não haviam sido ocupadas por forças aliadas. Ao final de abril de 1945, com a derrota total aparente, tentou fugir para a Suíça, porém, foi rapidamente capturado e sumariamente executado próximo ao lago de Como por partigiani italianos. A morte de Mussolini é polêmica e suspeita-se do envolvimento de agentes britânicos no processo. Seu corpo foi então trazido para Milão onde foi pendurado de cabeça para baixo em uma estação petrolífera para exibição pública e a confirmação de sua morte.

## Primeiros anos

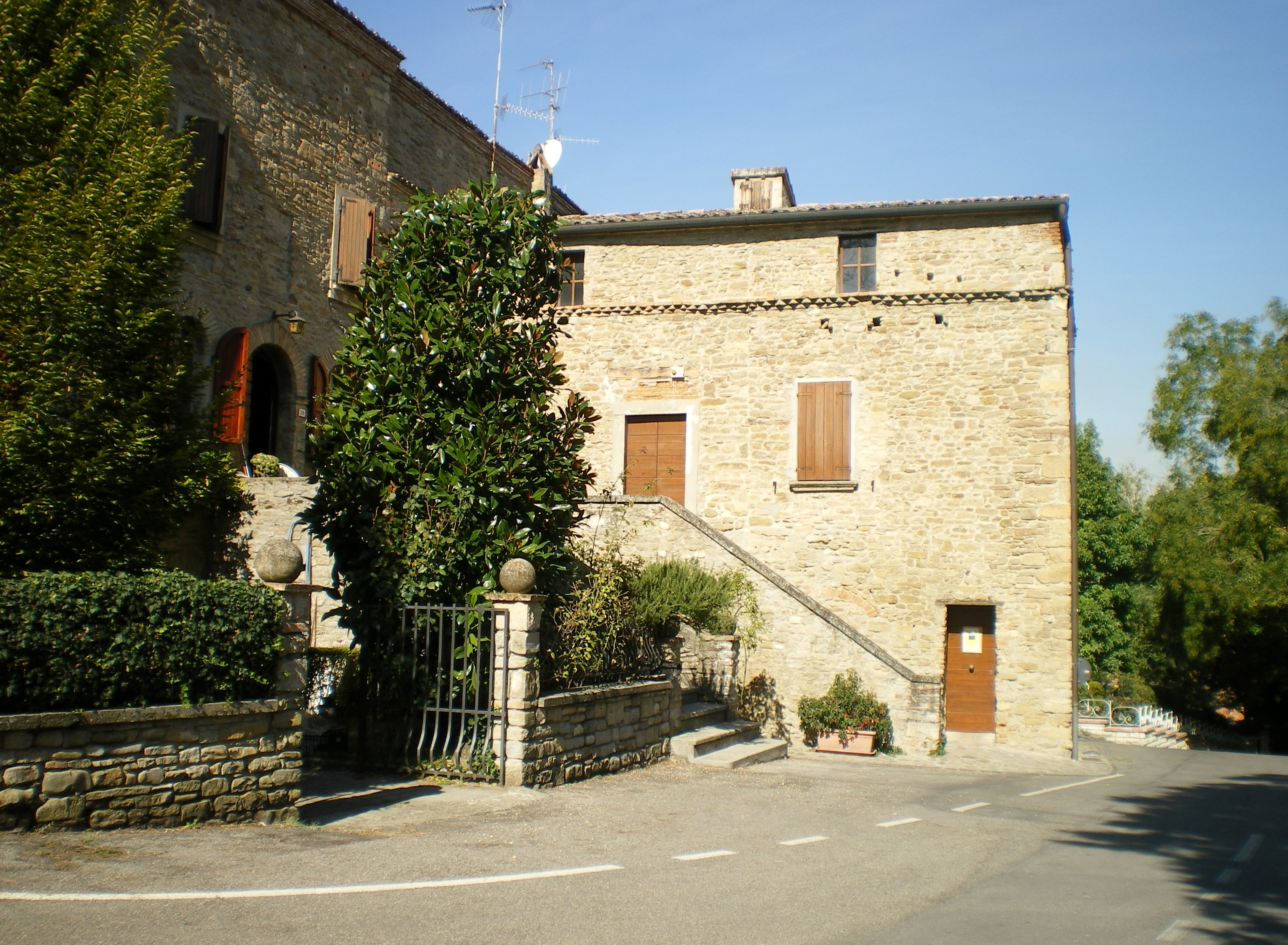
Local de nascimento de Mussolini, em Dovia de Predappio, Forlì em Emília-Romanha, Itália. Hoje em dia, a casa é utilizada como um museu.

### Nascimento e família
Benito Mussolini nasceu em Dovia di Predappio, uma pequena cidade da província de Forlì na região da Emilia-Romagna que em tempos fascistas seria chamada de “município do Duce" e Forlì de "cidade do Duce", em 1883. Seus pais eram o ferreiro e ativista anarquista Alessandro Mussolini e sua mãe era Rosa Mussolini (nascida Maltoni), que era professora e católica devota. O nome "Benito Amilcare Andrea" foi decidido por seu pai, que estava ansioso para prestar homenagem à memória de Benito Juárez, líder revolucionário e ex-presidente do México, enquanto seus outros nomes, Amilcare e Andrea, eram dos socialistas italianos Amilcare Cipriani e Andrea Costa, o último fundador do Partido Socialista Revolucionário da Romagna. Benito era o mais velho de seus dois irmãos, seguido por Arnaldo e depois, Edvige.

### Educação e adolescência

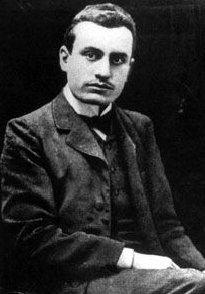
Mussolini por volta de 1900.

Quando criança, Mussolini teria passado um tempo ajudando seu pai na ferraria. Foi lá que ele foi exposto às crenças políticas de seu pai. Alessandro era um socialista e republicano, mas também sustentava algumas visões nacionalistas, especialmente no que diz respeito aos italianos que viviam sob o governo do Império Austro-Húngaro. O conflito entre seus pais sobre religião fez com que, diferente da maioria dos italianos, Mussolini não fosse batizado no nascimento, embora sua mãe fizesse isso mais tarde. No entanto, em compromisso com sua mãe, ele foi enviado para a escola salesiana de Faenza, onde estudou entre 1892 e 1894, antes estudou em Dovia e depois em Predappio entre 1889 e 1891. Porém, Mussolini era rebelde e foi rapidamente expulso após uma série de incidentes relacionados ao seu comportamento, incluindo atirar pedras na congregação após uma missa, e por participar de uma luta em que feriu seu colega de classe sênior com uma faca. Mussolini estava infeliz em Faenza pelos castigos corporais sofridos pelos frades salesianos pela má observância das regras, vivendo por isso com raiva e frustração. Além disso, a condição da família era modesta: seu pai, apesar de ter o próprio negócio, vivia na periferia de sua comunidade local devido às suas opiniões políticas; sua mãe, que ensinava crianças na escola primária no Palazzo Varano, ganhava salários insuficientes para compensar a perda de renda do marido. Mussolini viu seu tempo no internato religioso como um castigo, comparou a experiência ao inferno e "certa vez se recusou a ir à missa matinal e teve de ser arrastado até lá à força".
Com a ajuda de sua mãe, ele continuou os estudos na Escola Real Secular de Homens Carducci em Forlimpopoli, onde obteve em setembro de 1898 a licença técnica inferior. A partir de outubro daquele ano, devido a um confronto com outro aluno, foi obrigado a frequentar como externo (apenas em 1901 foi readmitido como internato). Em Forlimpopoli, também pela influência de seu pai (que foi um revolucionário socialista que idolatrava figuras de nacionalistas italianos com tendências humanistas do século XIX, como Carlo Pisacane, Giuseppe Mazzini e Giuseppe Garibaldi e anarquistas como Carlo Cafiero e Mikhail Bakunin), Mussolini aproximou-se do socialismo militante e ficou conhecido pelos comícios noturnos e em 1900 ingressou no Partido Socialista Italiano.
Em 8 de julho de 1901, obteve o diploma de professor de escola primária do mesmo instituto em Forlimpopoli. Mais tarde candidatou-se a leccionar em vários municípios sem conseguir obter sucesso. Em Predappio propôs-se como “auxiliar substituto” do secretário municipal, tendo seu pedido sido indeferido.
Ele começou a lecionar na escola primária em Pieve Saliceto, o primeiro município italiano a ser administrado por um socialista. Em 1902, no aniversário da morte de Garibaldi, Benito Mussolini fez um discurso público em louvor ao republicano nacionalista.

## Primeira militância

### Emigração para a Suíça

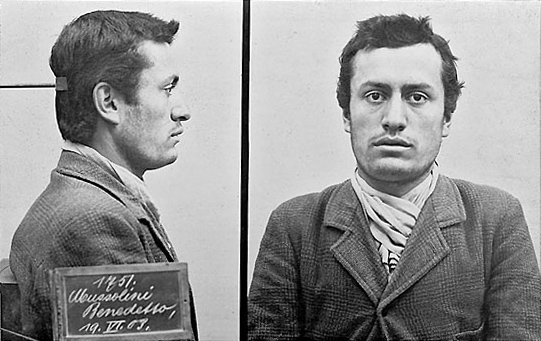
Fotografias da prisão de Mussolini pela polícia suíça, no Cantão de Berna, 19 de junho de 1903.

Em 1902, Mussolini emigrou para a Suíça, com o objetivo de evitar o serviço militar. Ele trabalhou brevemente em Genebra como um pedreiro, no entanto, foi incapaz de encontrar um emprego profissional permanente no país. Na Suíça, adquiriu um conhecimento prático de francês e alemão.
Durante este tempo, estudou as ideias do filósofo Friedrich Nietzsche, o sociólogo Vilfredo Pareto, e o sindicalista revolucionário Georges Sorel. Sobre Sorel, Mussolini declarou: "O que eu sou, eu devo à Sorel". Mussolini, mais tarde, viria a creditar o marxista Charles Péguy e o sindicalista Hubert Lagardelle como algumas de suas influências. A ênfase de Sorel sobre a necessidade de derrubar a democracia liberal e o capitalismo pelo uso da violência, ação direta, greve geral, e o uso do neo-maquiavelismo apelando à emoção impressionou Mussolini profundamente. Durante esse período, juntou-se a pedreiros e trabalhadores sindicais, dos quais mais tarde se tornou secretário da união dos trabalhadores italianos em Lausanne, e em 2 de agosto de 1902 publicou seu primeiro artigo no L'Avvenire del Lavoratore, o jornal dos socialistas suíços.
Em 1903, foi preso pela polícia bernense pela sua defesa de uma greve geral violenta; passou duas semanas preso, foi deportado à Itália, liberto lá, e retornou à Suíça. Em 1904, após ter sido encarcerado novamente em Lausanne, por falsificação de documentos, retornou à Itália, tirando proveito de uma anistia por deserção a qual ele havia sido condenado in absentia. Foi protegido por alguns socialistas e anarquistas do cantão do Ticino, incluindo Giacinto Menotti Serrati e Angélica Balabanoff, com quem iniciou uma relação amorosa. Na Suíça, Mussolini colaborou com revistas locais de inspiração socialista e enviou correspondência ao jornal milanês l'Avanguardia socialista. Além disso, publicaria um soneto ao revolucionário francês François Babeuf no qual escreveria: "Babeuf ainda sorri, o futuro em que sua Ideia se tornará realidade passou diante de seus olhos moribundos". Mussolini desenvolveria uma atitude anticlerical e se declarou ateu. Ele desafiaria Deus para provar sua existência e considerou Jesus como ignorante e louco, consideraria a religião uma forma de doença mental que merecia tratamento psiquiátrico e acusou o cristianismo de promover resignação e covardia. Mussolini publicaria seu primeiro livro, um tratado ateísta intitulado Homem e Divindade: Deus Não Existe no qual proclamava: "Fiel, o Anticristo nasceu".
Posteriormente, voluntariou-se ao serviço militar no Exército Italiano sendo designado em 30 de dezembro de 1904 para o 10º Regimento Bersaglieri de Verona. Ele pôde voltar para casa de licença para ajudar sua mãe moribunda (19 de janeiro de 1905). Ele então retomou o serviço militar, alcançando finalmente uma declaração de boa conduta para comportamento disciplinado. Na Suíça, ele deixou o cargo de correspondente do jornal italiano l'Avanguardia socialista; esta posição foi atribuída ao jovem socialista Luigi Zappelli.
As experiências de Mussolini nas prisões o tornariam claustrofóbico.

### Jornalista político

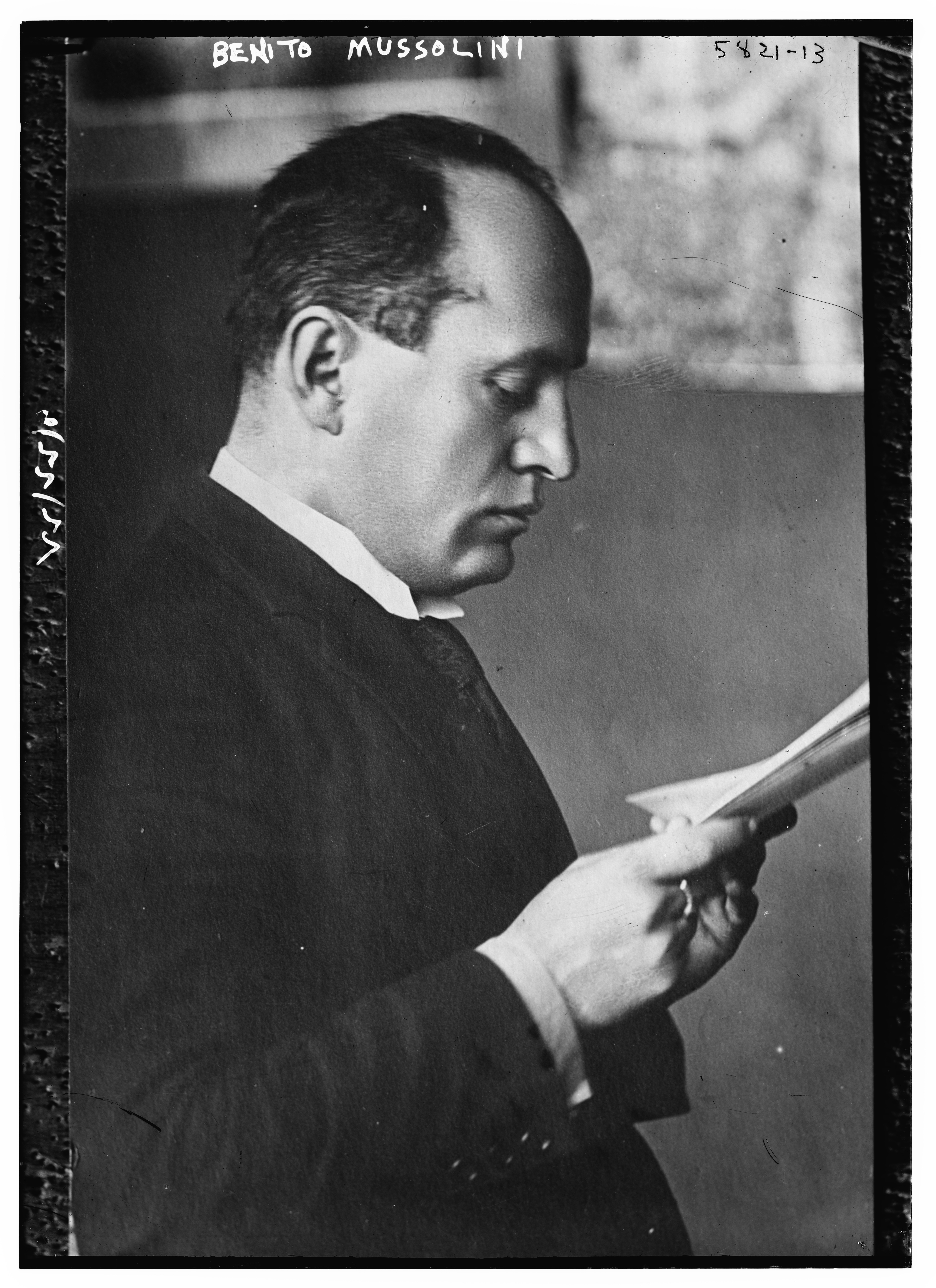
Benito Mussolini lendo

Mussolini retornou a Dovia di Predappio em 4 de setembro de 1906. Pouco depois, foi lecionar em Tolmezzo, onde obteve uma posição substituta de 15 de novembro até o final do ano letivo. O período no município de Friulia foi difícil: com os alunos mostrou-se incapaz de manter a ordem e o anticlericalismo e a linguagem mal falada atraiu as aversões da população local. Mussolini se considerava um intelectual e era considerado um homem culto. Ele leu ansiosamente; Seus favoritos na filosofia europeia incluíam o futurista italiano Filippo Tomasso Marinetti, o socialista francês Gustave Hervé, o anarquista italiano Errico Malatesta e os filósofos alemães Friedrich Engels e Karl Marx, os fundadores do marxismo, também traduziu trechos de Nietzsche, Schopenhauer e Kant. Como um admirador de Nietzsche, segundo Denis Mack Smith, "ele encontrou justificativa para sua cruzada contra as virtudes cristãs da humildade, resignação, caridade e bondade" ao valorizar o conceito de super-homem. Além disso, Mussolini tinha interesse na obra de Gustave Le Bon, Victor Hugo e no estudo do Renascimento italiano.
Em 16 de novembro de 1907, Mussolini obteve a habilitação para lecionar a língua francesa e em 11 de março de 1908 foi designado professor de francês no Colégio Cívico de Oneglia, na Ligúria, onde também lecionou italiano, história e geografia. Em Oneglia conseguiu seu primeiro endereço em um jornal, o semanário socialista La Lima. Em seus artigos, o novo diretor atacou as instituições políticas e religiosas, acusando o governo de Giovanni Giolitti e a Igreja de defender os interesses do capitalismo contra o proletariado. Para evitar problemas ele assinou com o pseudônimo "Vero Eretico". O jornal despertou grande interesse e Mussolini entendeu que o jornalismo eversivo poderia ser uma ferramenta política.
De volta a Predappio, ele assumiu a greve dos camponeses. Em 18 de julho de 1908, ele foi preso por ameaçar um líder de organizações patronais. Ele foi condenado a três meses de prisão, mas em 30 de julho foi libertado sob fiança. Em setembro do mesmo ano, ele foi novamente preso por dez dias por realizar um comício não autorizado em Meldola.
Em novembro mudou-se para Forlì, onde viveu em um quarto alugado, junto com seu pai viúvo, que entretanto abriu o restaurante Il bersagliere com sua companheira Anna Lombardi. Nesse período, Mussolini publicou o artigo La filosofia della forza em Pagine libere (revista do sindicalismo revolucionário publicada em Lugano e dirigida por Angelo Oliviero Olivetti), no qual se referia ao pensamento de Nietzsche. Em 6 de fevereiro de 1909, Mussolini deixou a Itália mais uma vez, desta vez para assumir o cargo de secretário do partido trabalhista da cidade de Trento, que na época estava sob o controle do Império Austro-Húngaro, mas onde o idioma predominante era o italiano. Também trabalhou para o partido socialista local, e editou seu jornal L'Avvenire del Lavoratore (O Futuro do Trabalhador, em tradução livre). No dia 7 de março daquele ano, ele se tornou o protagonista de um breve confronto jornalístico com Alcide De Gasperi, diretor do jornal católico Il Trentino.
Em 10 de setembro de 1909, Mussolini foi preso em Rovereto sob a acusação, da qual foi posteriormente absolvido, de divulgar jornais apreendidos e incitar à violência contra o Império Habsburgo. No dia 26, entretanto, ele foi expulso da Áustria e retornou a Forlì. Os eventos em Trentino, entretanto, deram a Mussolini considerável notoriedade na Itália, empurraram-no mais para a ação política e marcaram o início da transição de uma perspectiva socialista e internacionalista para posições marcadamente nacionalistas.
Nesse mesmo ano, Mussolini conheceu Ida Dalser em Trento ou em Milão (não há informação correta sobre o local). Os dois começaram um relacionamento e, posteriormente, ela empenhou suas jóias e vendeu seu salão de beleza para ajudar Mussolini, que era então um jornalista de esquerda, estabelecer seu próprio jornal. Há relatos que eles teriam se casado em 1914, fato jamais comprovado, e em 1915 nasceu seu filho, Benito Albino Mussolini. Ele reconheceu legalmente seu filho em 11 de janeiro de 1916, a conselho de Margherita Sarfatti. Com a sua posterior ascensão política a informação sobre seu primeiro casamento foi suprimida, e tanto sua primeira esposa, Ida Dalser, como seu filho foram posteriormente perseguidos e enviados para o hospício, onde viriam a morrer.

## Atividades no Partido Socialista

### Em Forlì
A partir de janeiro de 1910, tornou-se secretário da Federação Socialista de Forlì e dirigiu seu jornal oficial L'idea socialista, um semanário de quatro páginas (rebatizado de Lotta di classe (A Luta de Classes, em tradução livre) pelo próprio Mussolini). O jornal Lotta di Classe teria uma postura editorial anticristã. Em 17 de janeiro, Mussolini começou a morar com Rachele Guidi, sua futura esposa, em um apartamento mobiliado na Via Merenda nº 1. Ele também começou a colaborar com a revista socialista Soffitta. Durante esses anos de Forlì, decidiu também ter aulas de violino com o maestro Archimede Montanelli. Entre as obras preferidas de Mussolini estão: La Follia di Corelli, sonatas de Beethoven, composições de Veracini, Vivaldi, Bach, Granados, Fauré e Ranzato.
Durante este período, escreveu vários ensaios sobre a literatura alemã, algumas histórias, e um romance: L'amante del Cardinale: Claudia Particella, romanzo storico (A Amante do Cardeal, tradução livre). Este romance foi co-escrito com Santi Corvaja, e publicado como um livro de série no jornal de Trento Il Popolo. Ele foi lançado de 20 de janeiro a 11 de maio de 1910. O romance foi amargamente anticlerical, e anos depois, foi retirado de circulação, somente após Mussolini dar trégua ao Vaticano.
Como representante da federação Forlì, Mussolini participou do XI Congresso Socialista de Milão (1910). Em 11 de abril de 1911, a seção socialista de Forlì liderada por Mussolini votou pela autonomia do Partido Socialista Italiano. Em maio do mesmo ano, a prestigiosa revista literária La Voce, editada por Giuseppe Prezzolini, publicou seu ensaio Il Trentino veduto da un Socialista (O Trentino visto por um Socialista, em tradução livre), composto pelas notas escritas por Mussolini durante 1909.
Em Forlì, Mussolini conheceu Pietro Nenni, então secretário da nova Câmara do Trabalho Republicana, nascida após a divisão entre republicanos e socialistas. No início os dois, apesar de vizinhos, eram adversários, depois tornaram-se amigos. Em setembro de 1911, junto com Pietro Nenni, participou de uma manifestação, liderada pelos socialistas, contra a Guerra Ítalo-Turca na Líbia. Ele amargamente denunciou a estratégia, que classificou como "guerra imperialista", da Itália de capturar a capital da Líbia, Tripoli, uma ação que lhe valeu um período de cinco meses na prisão. Naquela época, propondo o internacionalismo proletário, Mussolini declarava: “A bandeira nacional é para nós um pano para plantar em um monturo”.
Após sua libertação, em um banquete de boas-vindas, Olindo Vernocchi declarou: "A partir de hoje você, Benito, não é apenas o representante dos socialistas da Romagna, mas Il Duce de todos os socialistas revolucionários da Itália". Mais tarde, em 1912, Mussolini, junto com Angelica Balabanoff, ajudou a expulsar do partido socialista dois 'revisionistas' que apoiaram a guerra, Ivanoe Bonomi e Leonida Bissolati. A acusação foi: "uma ofensa gravíssima ao espírito da doutrina e à tradição socialista". Lenin, escrevendo no jornal Pravda, registrou sua aprovação: "O partido do proletariado socialista italiano tomou o caminho certo ao remover os sindicalistas de direita e reformistas de suas fileiras". Em seguida, Mussolini se juntou à liderança nacional do partido e mais tarde colaborou com Folla, o jornal de Paolo Valera, assinando-se sob o pseudônimo de "L'homme qui cherche".

### Diretor doAvanti!

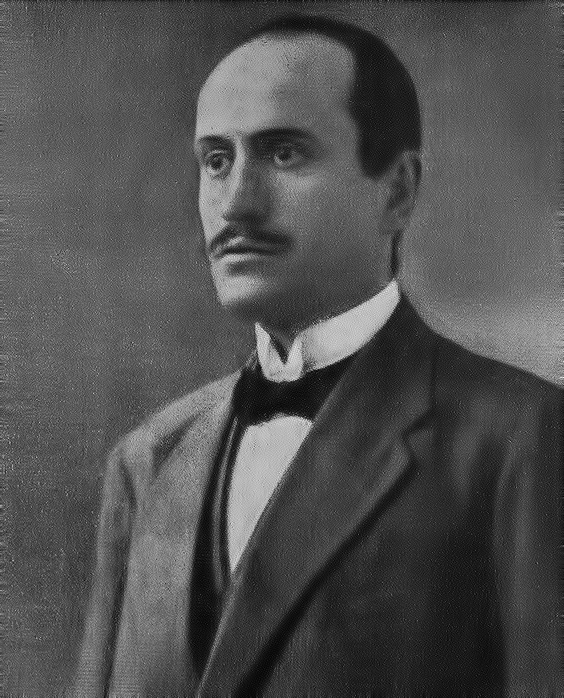
Mussolini como diretor do Avanti!

Graças aos acontecimentos de 1912 e às suas qualidades como orador brilhante, foi promovido à editoria do jornal do Partido Socialista, Avanti!. Sob sua liderança, a circulação do jornal passou rapidamente de 20 000 para 100 000. Em um banquete realizado em sua homenagem em Forlì em 1912, enquanto celebrava sua nova missão como editor-chefe do Avanti!, seus camaradas disseram: "Ele é nosso Duce há três anos". O número de adeptos no Partido Socialista Italiano cresceu. Os adeptos começaram a se chamar de "Mussoliniani", incluindo Antonio Gramsci e Amadeo Bordiga. Nessas circunstâncias, Mussolini conhece Margherita Sarfatti, uma intelectual judia que se tornaria sua amante. Numa carta a Margherita Sarfatti, Mussolini diria:
Formar a unidade espiritual dos italianos, criar a alma italiana é uma magnífica missão. Meu pai não me deixou nenhum bem, mas eu herdei dele um tesouro: a ideologia socialista. Juro permanecer fiel a este ideal até meu último dia de vida.
Mussolini cortejou a anarquista Leda Rafanelli. As cartas que Mussolini lhe enviou foram recolhidas por Rafanelli no livro Uma mulher e Mussolini. Segundo Nichollas Ferrel, Mussolini teria numerosas amantes entre suas simpatizantes. Mussolini foi descrito como uma pessoa obcecada com sexo. A sua forma de ter relações sexuais tem sido descrita como sendo equivalente a uma violação. As mulheres foram seleccionadas de entre as suas admiradoras que lhe enviaram cartas. Quinto Navarra, seu mordomo, contou um total de 7665 mulheres com as quais Mussolini teve relações sexuais.
Nas eleições políticas de 1913 (o primeiro turno ocorreu em 26 de outubro) Mussolini concorreu, no colégio de Forlì, como candidato socialista à Câmara dos Deputados, mas foi derrotado por Giuseppe Gaudenzi, um republicano (tradicionalmente, os republicanos eram muito fortes em Forlì). No mês seguinte (novembro de 1913) fundou seu próprio jornal, Utopia. Rivista Quindicinale del Socialismo Rivoluzionario Italiano, que dirigiu até a eclosão da Primeira Guerra Mundial e sobre o qual pôde exprimir todas as suas opiniões, mesmo as contrárias à linha oficial do Partido Socialista Italiano. O objetivo da revista era elaborar "uma revisão do socialismo em um sentido revolucionário" necessária após o "fracasso do reformismo político" e a "crise dos sistemas filosóficos positivistas". Nela, Mussolini desenvolveria uma concepção de socialismo revolucionário baseada nas ideias de Marx, Nietzsche, Pareto e Sorel juntamente com o idealismo, o pragmatismo e o voluntarismo. Mussolini sentia que o socialismo havia vacilado, em face do determinismo marxista e do reformismo social-democrata, e acreditava que as ideias de Nietzsche fortaleceriam o socialismo. Dois dos colaboradores da Utopia seriam fundadores do Partido Comunista Italiano e outro ajudaria a fundar o Partido Comunista Alemão.
Nesse mesmo ano, publicou Giovanni Hus, il veridico (Jan Hus, verdadeiro profeta, em tradução livre), uma biografia política e histórica sobre a vida e missão do reformista eclesiástico tcheco Jan Hus, e seus seguidores militantes, os hussitas. No XIV congresso do Partido Socialista em Ancona em 26, 27 e 28 de abril de 1914, ele apresentou uma moção com Giovanni Zibordi, a qual foi aceita, na qual era estabelecido que a filiação à maçonaria seria incompatível para um socialista. No Congresso de Ancona, Mussolini também alcançou grande sucesso pessoal, com uma moção de aplausos pelo sucesso de circulação e vendas do jornal do Partido, que foi pago pessoalmente pelos parlamentares. Em 9 de junho foi eleito vereador municipal de Milão.

### Semana Vermelha
Mussolini foi o protagonista da campanha política e da imprensa de apoio à onda revolucionária da Semana Vermelha, um levante popular espontâneo após o assassinato de três manifestantes contra as Companhias Disciplinares do Exército, ocorrido em Ancona em 7 de junho de 1914. Mussolini incitou as massas populares no jornal socialista Avanti!:
Proletários da Itália! Aceite nosso grito: W a greve geral. Nas cidades e no campo, a resposta à provocação virá de forma espontânea. Não antecipamos acontecimentos, nem nos sentimos autorizados a traçar seu curso, mas certamente, sejam eles quais forem, teremos o dever de apoiá-los. Esperamos que com sua ação os trabalhadores italianos possam dizer que realmente é hora de acabar com isso.
Depois que oradores reformistas de todos os partidos tentaram conter os tumultos, dizendo que não era uma revolução, mas apenas um protesto contra o massacre que ocorreu em Ancona. Mussolini interveio exaltando a revolta:
A greve geral foi de 1870 até hoje o movimento mais grave que abalou a terceira Itália … Não foi um ataque defensivo, mas ofensivo. A greve teve um caráter agressivo. Multidões que antes nem mesmo ousavam entrar em contato com as autoridades policiais, desta vez foram capazes de resistir e lutar com um ímpeto inesperado. Aqui e ali, a multidão chocante se reunia em torno das barricadas sustentadas pelos repetidores de uma frase de Engels, numa pressa que revelava preocupações oblíquas, senão medos, relegados ao rebaixamento do quadragésimo oitavo romance. Aqui e ali, sempre para denotar a tendência do movimento, as lojas dos armeiros foram atacadas; aqui e ali queimaram-se fogos e não se impuseram como nas primeiras revoltas no sul, aqui e ali igrejas foram invadidas … 
Com seus artigos, Mussolini forçou a Confederação Geral do Trabalho a declarar uma greve geral. Porém, a Confederação Geral do Trabalho declarou encerrada a greve após 48 horas, convidando os trabalhadores a retomarem suas atividades. Isso frustrou as intenções insurrecionais de Mussolini, que no Avanti! Em 12 de junho de 1914, acusou os dirigentes sindicais de traição, referindo-se também ao componente reformista do Partido Socialista Italiano, acusando: “A Confederação do Trabalho, ao terminar a greve, traiu o movimento revolucionário”.
Mussolini e Filippo Corridoni foram presos durante uma manifestação e brutalmente espancados pela polícia. O fracasso da luta na Semana Vermelha cria nele e em Corridoni um certo pessimismo e uma reflexão sobre o papel do sindicato e do partido socialista. Mussolini chamou a Semana Vermelha de sua "maior conquista e decepção" durante sua gestão no Partido Socialista Italiano, considerando a greve como um pináculo da luta de classes radical, mas também um fracasso abismal. Embora Mussolini saudasse a Semana Vermelha como o início do fim do capitalismo na Itália, ficou claro para muitos dentro do movimento trabalhista e socialista que rebelião, greves gerais e "mitos" revolucionários não constituíam revolução. Diante do fracasso, Mussolini argumentou que o setor industrial da Itália não estava maduro o suficiente e não tinha uma burguesia moderna totalmente desenvolvida, nem um movimento proletário moderno.

## Na Primeira Guerra Mundial

### Expulsão do Partido Socialista Italiano
Em 28 de junho de 1914, o arquiduque Francisco Ferdinando da Áustria-Hungria foi assassinado em Sarajevo e um mês depois, em 28 de julho, começou a Primeira Guerra Mundial. Anteriormente, os socialistas concordaram em uma conferência realizada em Basileia em 1912 em se opor a qualquer política agressiva de seus respectivos governos e votar contra os créditos de guerra, embora se a guerra estourasse inevitavelmente, foi acordado que a intervenção deveria ser favorecida para o término imediato do conflito enquanto a crise econômica e política seria usada para acelerar a queda do domínio capitalista. Apesar da posição neutra inicial, em agosto de 1914, vários partidos socialistas apoiaram a Primeira Guerra Mundial. Assim que a guerra começou, os socialistas austríacos, britânicos, franceses e alemães seguiram a crescente maré nacionalista apoiando a intervenção de seus respectivos países na guerra. Mussolini apoiou firmemente a linha não intervencionista da Internacional Socialista, acreditando que o conflito não poderia beneficiar os interesses dos proletários italianos, mas apenas dos capitalistas. No mesmo período, sem o conhecimento da opinião pública, o Ministério das Relações Exteriores estava iniciando uma operação de persuasão nos meios socialistas e católicos para obter uma atitude favorável a uma possível intervenção italiana na guerra.
Num artigo de agosto de 1914, Mussolini escreveu: “Abaixo a guerra. Permanecemos neutros”. Margherita Sarfatti, que defendia a intervenção, convence Mussolini a mudar sua posição neutra. Além disso, para Mussolini, os socialistas alemães haviam traído a Segunda Internacional, já que eles que levantaram "a bandeira da Internacional Socialista foram os primeiros a jogá-la na lama" após seu apoio à entrada da Alemanha na guerra. Com isso, Mussolini vislumbrou o surgimento de uma nova Internacional. Mussolini também foi influenciado pelos sentimentos nacionalistas italianos anti-austríacos, acreditando que a guerra oferecia aos italianos na Áustria-Hungria a oportunidade de se libertarem do domínio dos Habsburgo. Ele decidiu declarar seu apoio à guerra apelando para a necessidade dos socialistas de derrubar as monarquias Hohenzollern e Habsburgo na Alemanha e Áustria-Hungria, que, segundo ele, constantemente suprimiram o socialismo. Mussolini denunciou as Potências Centrais como poderes reacionários, argumentando que a queda das monarquias Hohenzollern e Habsburgo e a repressão da Turquia "reacionária" criariam condições benéficas para a classe trabalhadora. Enquanto apoiava os poderes da Entente, Mussolini afirmava que a natureza conservadora da Rússia czarista causaria a mobilização necessária para que a guerra minasse o autoritarismo reacionário e a guerra levaria a Rússia à revolução social. Por outro lado, a guerra, para Mussolini, completaria o processo do Risorgimiento unindo os italianos na Áustria-Hungria à Itália e permitindo que o povo italiano fosse um membro participante da nação italiana.
Conforme o apoio de Mussolini à intervenção se solidificou, ele entrou em conflito com socialistas que se opunham à guerra. Ele atacou os oponentes da guerra e afirmou que os proletários que apoiavam o pacifismo estavam em desacordo com os proletários que se juntaram à crescente vanguarda intervencionista que estava preparando a Itália para uma guerra revolucionária. Começou a criticar o Partido Socialista Italiano e o próprio socialismo por não terem reconhecido os problemas nacionais que levaram à eclosão da guerra.
No dia 5 de outubro, seria lançado o manifesto Fascio rivoluzionario d'azione internazionalista, em defesa da participação da Itália na Primeira Guerra Mundial e elaborado por revolucionários intervencionistas e sindicalistas. Este manifesto teria sua aplicação política no Fascio d'azione rivoluzionaria que Mussolini fundou em 1915. Em 18 de outubro, Mussolini publicou no Avanti! um extenso artigo intitulado "Da neutralidade absoluta à neutralidade ativa e operante", no qual apelava aos socialistas sobre o perigo que a neutralidade representaria para o partido, ou seja, a condenação do isolamento político. Segundo Mussolini, as organizações socialistas deveriam ter apoiado a guerra entre as nações, com a consequente distribuição de armas ao povo, e depois transformado em uma revolução armada contra o poder burguês. A nova linha não foi aceita pelo partido e em dois dias Mussolini pediu demissão do jornal. Graças à ajuda de Filippo Naldi, grupos industriais (como a empresa de armamento Ansaldo) e socialistas franceses ligados à guerra; Mussolini rapidamente conseguiu fundar seu próprio jornal: Il Popolo d'Italia, cujo primeiro número saiu em 15 de novembro. Em 24 de novembro ele diria:
Meu destino está selado e parece que você quer praticar o ato com alguma solenidade … se você acha que eu não sou digno de servir entre vocês … por favor, me expulsem, mas eu tenho o direito de exigir uma acusação completa … O socialismo é algo que tem suas raízes no sangue. O que me separa agora não é uma questão pequena, é uma grande questão que divide o socialismo como um todo … O tempo dirá quem estava certo e quem estava errado nesta questão formidável que nunca foi apresentada ao socialismo, simplesmente porque nunca houve uma conflagração como a atual na história da humanidade, em que milhões e milhões de proletários se enfrentam… Não pense que, tirando meu cartão de mim, você vai proibir minha fé socialista, me impedir de continuar a trabalhar pela causa do socialismo e da revolução.
Em 29 de novembro, Mussolini foi expulso do Partido Socialista Italiano por "indignidade política e moral". Gritou para seus acusadores:
Vocês acham que podem me expulsar, mas verão que voltarei. Sou e continuarei sendo um socialista e minhas convicções nunca mudarão. Elas se erguem sobre meus próprios ossos.
Durante esta época, tornou-se importante o suficiente para a polícia italiana preparar um relatório; os seguintes excertos são de um relatório policial preparado pelo inspetor geral de Segurança Pública em Milão, G. Gasti.
O inspetor geral escreveu:
A respeito de Mussolini Professor Benito Mussolini,…38, socialista revolucionário, tem um registro policial; professor de escola primária qualificado a ensinar em escolas secundárias; ex-primeiro-secretário das Câmaras em Cesena, Forli, e Ravenna; após 1912, editor do jornal Avanti! pelo qual deu uma orientação violenta, sugestiva e intransigente. Em outubro de 1914, encontrando-se em oposição à direção do partido Socialista Italiano, porque advogou um tipo de neutralidade ativa por parte da Itália na Guerra das Nações contra a tendência absoluta de neutralidade do partido, retirou-se no vigésimo mês na diretoria do Avanti! Então, dia quinze de novembro [1914], iniciou a publicação do jornal Il Popolo d'Italia, onde apoiou - em contraste com o Avanti! e em meio a amargas polêmicas contra o jornal e seus partidários-chefes - a tese da intervenção italiana na guerra contra o militarismo dos Impérios Centrais. Por esta razão, foi acusado de indignidade moral e política e o partido então decidiu expulsá-lo. Posteriormente, ele… encarregou-se de uma campanha muito ativa em favor da intervenção italiana, participando de demonstrações em praças e escrevendo artigos bastante violentos em Popolo d'Italia….
Em seu resumo, o inspetor também observa:

Ela era o editor ideal para o Avanti! para os socialistas. Neste trabalho, foi muito apreciado e amado. Alguns de seus antigos companheiros e admiradores ainda confessam que não havia ninguém que compreendesse melhor a forma de interpretar o espírito do proletariado e não havia ninguém que não tivesse observado sua apostasia com tristeza. Isto não ocorreu por razões de interesse pessoal ou dinheiro. Ele foi um defensor sincero e apaixonado, o primeiro de neutralidade circunspeta e armada, e depois, da guerra; e ele não acreditava que era comprometido com sua honestidade pessoal e política fazendo uso de todos os meios - não importando de onde vieram ou onde poderia obtê-los - para pagar pelo seu jornal, seu programa e seu curso de ação. Este foi seu curso inicial. É difícil dizer até que ponto suas convicções socialistas (que ele nunca abjurou aberta ou privadamente) poderiam ser sacrificadas no curso dos negócios financeiros indispensáveis, que foram necessários para a continuação da luta que foi comprometido… Porém, supondo que estas modificações não tenham lugar… ele sempre quis dar a aparência de ainda ser um socialista, e se enganou ao pensar que este era o caso.

### Começo do fascismo
Em 5 de dezembro de 1914, Mussolini denunciou o marxismo ortodoxo, corpo de pensamento marxista que surgiu após a morte de Karl Marx e que se tornou a filosofia oficial da maioria do movimento socialista representado na Segunda Internacional até a Primeira Guerra Mundial, por não reconhecer que a guerra tornara a identidade nacional e a lealdade mais importantes do que a distinção de classe. Ele demonstrou plenamente sua transformação em um discurso em que reconheceu a nação como uma entidade, noção que havia rejeitado antes da guerra, dizendo:

Falo de socialista para socialista: como socialista, porque ninguém neste período histórico dinâmico e agitado pode reivindicar a posse da verdade absoluta … Existem diferentes mentalidades e de fato existem reformistas pela guerra e reformistas contra a guerra, existem revolucionários pela guerra e revolucionários contra a guerra, sindicalistas pela guerra e sindicalistas contra a guerra. Nenhum partido conseguiu escapar a esta divisão que repete as suas origens na mentalidade diferente com que os homens enfrentam os problemas de uma determinada época histórica. E as mentalidades são estas, são duas: a mentalidade dogmática, fixa, eterna, imóvel. Uma verdade foi dita em 1848 e deve permanecer a verdade por todos os séculos. Esses homens que se agarram a esta rocha da verdade e a ela permanecem apegados até o dia do naufrágio, às vezes sabem se salvar pelos caminhos ambíguos da retirada … e há outros homens que não conseguem esconder a realidade porque a realidade existe. … Agora nós, depois de termos superado a crise que vinha de querer permanecer fiéis ao que nos parecia verdades absolutas, em certo momento vimos que a realidade subjugava essas verdades … A nação não desapareceu. Costumávamos acreditar que o conceito era totalmente desprovido de substância. Em vez disso, vemos a nação emergir como uma realidade palpitante diante de nós! … A classe não pode destruir a nação. A classe se revela como um conjunto de interesses, mas a nação é uma história de sentimentos, tradições, língua, cultura e linhagem. A classe pode se tornar parte integrante da nação, mas uma não pode ofuscar a outra.

E então, se isso for verdade, muitas outras verdades serão apresentadas mais tarde, quando esses eventos tiverem terminado seu curso. Devemos examinar a questão de um ponto de vista socialista e nacional.
Mussolini estava tão familiarizado com a literatura marxista que em seus escritos citou não apenas obras conhecidas de Karl Marx, mas também obras relativamente obscuras. Embora Mussolini se definisse como um marxista e descrevesse Marx como "o maior de todos os teóricos do socialismo", ele não era um marxista ortodoxo, mas um marxista que enfatizou a importância do significado da revolução realizada pela ação violenta, sendo considerado um "marxista herege". Mussolini continuou a promover a necessidade de uma elite de vanguarda revolucionária para liderar a sociedade. Ele já não defendia uma vanguarda proletária, mas uma vanguarda liderada por pessoas dinâmicas e revolucionárias de qualquer classe social. Embora denunciasse o marxismo ortodoxo e o conflito de classes, ele sustentava na época que era um socialista nacionalista e um defensor do legado dos socialistas nacionalistas na história da Itália. Sobre o Partido Socialista Italiano, ele afirmou que seu fracasso como membro do partido em revitalizá-lo e transformá-lo para reconhecer a realidade contemporânea revelou a desesperança do marxismo ortodoxo como obsoleto e um fracasso. Outros socialistas italianos pró-intervencionistas, como Filippo Corridoni e Sergio Panunzio, também denunciaram o marxismo clássico em favor da intervenção.
Em 1915, Mussolini fundou o movimento Fascio d'azione rivoluzionaria e o Partido Revolucionário Fascista. Seus membros começaram a se referir a si mesmos como "fascistas", denunciando o marxismo, mas apoiando o socialismo, usando a frase do socialista francês Louis Auguste Blanqui: "Quem tem ferro tem pão". O primeiro congresso foi realizado em 24 e 25 de janeiro de 1915, onde Michele Bianchi e Cesare Rossi foram eleitos para o comitê central. Poucos dias depois, Mussolini expressaria:
De Ambris, em seu enérgico discurso, delineou em traços largos todo um programa de revisionismo teórico revolucionário. Ele disse que um evangelho pode ser suficiente para uma igreja de crentes, não para uma comunidade de pensadores livres. Há muita verdade na crítica "marxista", mas também há verdade na ideologia de Mazzini. Proudhon tem um pouco (ou muito) de vida nele, tanto do trabalho de Bakunin permanece sólido como granito. Devemos - espíritos inescrupulosos - acreditar em um só evangelho e jurar apenas por um mestre? … Liberdade para repudiar Marx se Marx estiver velho e acabado; liberdade de voltar a Mazzini se Mazzini disser às nossas almas que esperam a palavra que nos exalta em um sentido superior de nossa humanidade; liberdade para retornar a Proudhon a Bakunin a Fourier a S. Simon a Owen e Ferrari e Pisacane e Cattaneo … ao velho e ao novo; aos vivos e aos mortos desde que, em última instância, a palavra seja capaz de fecundar a ação … De Ambris só poderia - dados o tempo e o lugar - apontar a possibilidade e necessidade dessa demolição e reconstrução de doutrinas; mas acredito que - uma vez passada a tempestade da guerra - esta será a árdua e preliminar tarefa da nova crítica socialista.
O antagonismo entre os intervencionistas, incluindo os fascistas, contra os anti-intervencionistas resultou em violência. A oposição e os ataques de socialistas anti-intervencionistas contra fascistas e outros intervencionistas foram tão violentos que até socialistas democráticos que se opuseram à guerra, como Anna Kuliscioff, disseram que o Partido Socialista Italiano tinha ido longe demais em uma campanha para silenciar a liberdade de expressão dos partidários da guerra. Essas primeiras hostilidades entre os fascistas e os marxistas ortodoxos moldaram a concepção de Mussolini sobre a natureza do fascismo em seu apoio à violência política. Em março de 1915, após uma longa série de duros artigos mútuos que chegaram ao ponto de insultos pessoais, apesar do fato de que o Estatuto do Partido Socialista Italiano o proibia, Claudio Treves desafiou Mussolini para um duelo. O desafio foi aceito e o duelo aconteceu em Bicoca di Niguarda (norte de Milão) na tarde de 29 de março de 1915. Foi uma luta de sabre que durou 25 minutos.
Em 25 de dezembro casou-se civilmente, em Treviglio, com Rachele Guidi com quem teve uma filha, Edda, nascida em 1910. Com Rachele ele teria outra filha (Anna María) e três filhos (Vittorio, Bruno e Romano). Dez anos depois, Mussolini se casaria com Rachele em uma cerimônia religiosa.

### Serviço na Primeira Guerra Mundial
Na declaração de guerra à Áustria-Hungria (23 de maio de 1915), Mussolini solicitou o alistamento voluntário, e este, como na maioria dos casos, foi rejeitado por conscrição. Ele foi convocado como recruta em 31 de agosto de 1915 e designado como soldado raso do 12º Regimento Bersaglieri; em 13 de setembro partiu para a frente com o 11º Regimento Bersaglieri. Ele manteve um diário de guerra, publicado no Il Popolo d'Italia (final de dezembro de 1915 - 13 de fevereiro de 1917), no qual recontava a vida nas trincheiras e se prefigurava como o herói carismático de uma comunidade nacional e socialmente hierárquica e obediente.
Em 1º de março de 1916, foi promovido a cabo por mérito de guerra. O inspetor Gasti continua:

Foi promovido ao posto de cabo "por mérito em guerra". A promoção foi recomendada por causa de sua conduta exemplar e qualidade de combate, sua calma mental e falta de preocupação com o desconforto, seu zelo e regularidade na realização das suas atribuições, onde foi sempre primeiro em todas as tarefas que envolviam trabalho e coragem.
A experiência militar de Mussolini é narrada em sua obra Diario di Guerra. No total, narrou cerca de nove meses na ativa. Durante este período, ele contraiu febre paratifoide. Mussolini tornou-se aliado do político irredentista e jornalista Cesare Battisti, e assim como ele, entrou no exército e serviu na guerra. "Ele foi enviado à zona de operações onde foi seriamente ferido pela explosão de uma granada". Suas façanhas militares terminaram em 1917, quando foi ferido acidentalmente pela explosão de um morteiro em seu alojamento. Ele foi levado ao hospital com pelo menos 40 pedaços de metal no corpo. Enquanto estava hospitalizado, Ida Dalser atacou Rachele Guidi gritando que ela era a verdadeira Mussolini. As duas mulheres acabaram brigando na frente de Mussolini que estava na cama incapaz de se mover.
Ele retomou seu posto como editor-chefe de seu jornal, Il Popolo d'Italia, em junho de 1917, depois de ter deixado nas mãos de Margherita Sarfatti. Para Mussolini, Il Popolo d'Italia era como seu "filho mais precioso". Escreveu artigos positivos sobre as Legiões Checoslovacas na Itália. Recebeu alta em agosto de 1917. Depois do desastre de Caporetto, Mussolini culpa os socialistas e católicos por terem abalado, com sua campanha contra a guerra, o moral dos soldados. Em 1º de agosto de 1918, ele mudou o subtítulo de seu jornal de "Diário Socialista" para "Diário de Lutadores e Produtores". Após sua primeira convalescença em um hospital militar e as duas licenças subsequentes, ele recebeu alta por tempo indeterminado em 1919.
Segundo o historiador Peter Martland, de Cambridge, nessa época, o jornal de Mussolini era pago pela inteligência britânica para fazer propaganda favorável à guerra, de modo que a Itália permanecesse engajada no conflito. Há evidências de pagamentos semanais no valor de 100 libras feitos pelo MI5 a Mussolini, em 1917.
Embora Mussolini inicialmente elogiasse a Revolução Russa e se referisse publicamente a si mesmo em 1919 como "Lenin da Itália", ele logo condenou Lenin como um "traidor", especialmente por minar a luta do exército russo contra as Potências Centrais (Império Alemão, Império Austro-Húngaro, Bulgária e Império Otomano) e pela assinatura do Tratado de Brest-Litovsk, ele acreditava ainda que Lenin havia se tornado um exemplo da degeneração do socialismo devido ao uso do terror e da ditadura do partido. Da experiência da Revolução Russa e do ponto de inflexão com a implementação da Nova Política Econômica de Lenin, Mussolini levou em consideração o ocorrido. O capitalismo foi um estágio que não pode ser ignorado. Com o passar do tempo, sua posição em relação a Lenin mudaria. Além disso, Mussolini diria que a revolução russa foi uma "vingança judaica" contra o cristianismo, comentando:
Raça não trai raça … O bolchevismo está sendo defendido pela plutocracia internacional. Essa é a verdade.
Também afirmou que 80% dos líderes soviéticos eram judeus. Algumas semanas depois, ele afirmaria:
O bolchevismo não é, como as pessoas acreditam, um fenômeno judeu. A verdade é que o bolchevismo está levando à ruína total dos judeus da Europa Oriental.

## Caminho para o poder

### Biênio Vermelho
Em 16 de fevereiro de 1919, após o desfile de uma imponente procissão socialista pelo centro da cidade de Milão, as forças intervencionistas reagiram apelando à unidade de todos os grupos nacionalistas. Mussolini no Il Popolo d'Italia publicou um duro artigo intitulado: "Contra a besta que retorna …". As manifestações socialistas começaram a se multiplicar e as declarações de guerra contra o "estado burguês" misturadas com a exaltação da Revolução de Outubro alarmaram os órgãos do estado.
Em 23 de março de 1919, Mussolini fundou o Fasci Italiani di Combattimento, como o sucessor do Fascio d'azione rivoluzionaria, na Piazza San Sepolcro. Segundo o próprio Mussolini, apenas cerca de cinquenta adeptos estavam presentes. A primeira intervenção seria a de Mussolini, que delinearia os três pontos fundamentais do movimento, que foram resumidos no dia seguinte pelo Il Popolo d'Italia, no que seria conhecido como Programa de San Sepolcro:
I. O encontro de 23 de março dirige a sua primeira saudação e o seu pensamento atento e reverente aos filhos da Itália que se apaixonaram pela grandeza da pátria e pela liberdade do mundo, pelos aleijados e deficientes, a todos os combatentes , aos primeiros reclusos que cumpriram com o seu dever, e se declara disposta a apoiar vigorosamente as demandas materiais e morais que serão defendidas pelas associações combatentes.

II. A reunião de 23 de março declarou opor-se ao imperialismo de outros povos em detrimento da Itália e ao eventual imperialismo italiano em detrimento de outros povos; aceita o postulado supremo da Liga das Nações e pressupõe a integração de cada uma delas, integração que, para a Itália, deve ser realizada nos Alpes e no Adriático com a reivindicação e anexação de Fiume e Dalmácia … O imperialismo é a base da vida de todos os povos que tendem a se expandir econômica e espiritualmente … Queremos nosso lugar no mundo porque temos o direito.

III. A reunião de 23 de março compromete os fascistas a sabotar por todos os meios as candidaturas dos neutralistas de todos os partidos … Não é necessário vislumbrar um programa excessivamente analítico, mas podemos afirmar que o bolchevismo não nos assustaria se nos mostrasse que garante a grandeza de um povo e que seu regime é melhor que os outros. Agora é irrefutável que o bolchevismo arruinou a vida econômica da Rússia … Declaramos guerra ao socialismo, não porque seja socialista, mas porque foi contra a nação. Todos podem discutir o que é o socialismo, seu programa e sua tática, mas o Partido Socialista Oficial italiano tem sido claramente reaccionário, absolutamente conservador, e se a sua tese tivesse triunfado não haveria qualquer possibilidade de vida no mundo de hoje para nós … Não é o Partido Socialista que pode liderar uma ação de renovação e reconstrução … Queremos ser uma minoria dinâmica, queremos separar o Partido Socialista Oficial do proletariado, mas se a burguesia acredita que pode encontrar em nós um para-raios, está errado … Portanto, devemos aceitar os postulados das classes trabalhadoras … também porque queremos habituar as classes trabalhadoras à capacidade de gestão das empresas … Com relação à democracia econômica, estamos no campo do sindicalismo nacional e contra a interferência do Estado, quando ele quer assassinar o processo de criação de riqueza … Eu gostaria que os socialistas de hoje experimentassem o poder … mas não podemos permitir essa experiência porque os socialistas gostariam de trazer para a Itália uma falsificação do fenômeno russo ao qual as mentes pensantes do socialismo se opõem …, porque o fenômeno bolchevique não suprime as classes, mas é uma ditadura, exercida com ferocidade.
Entre março e junho, os futuristas de Filippo Tommaso Marinetti (que dirigia um programa político anticlerical, socialista e nacionalista) tornaram-se o principal componente do Fascio milanês e fizeram sentir sua influência ideológica, embora Mussolini dissesse:
Somos, antes de tudo, libertários, ou seja, pessoas que amam a liberdade de todos, até dos adversários…  Faremos todo o possível para evitar a censura e preservar a liberdade de pensamento da expressão, que constitui uma das maiores conquistas e expressões da civilização humana.
O conflito entre socialistas e intervencionistas eclodiu violentamente em Milão em 15 de abril de 1919 após um dia de combates que culminou no assalto à sede da Avanti! entre manifestantes do Partido Socialista Italiano e contra-manifestantes futuristas, arditi e os primeiros elementos fascistas. Mussolini ficou de lado, acreditando que seus homens ainda não estavam prontos para travar uma "batalha de rua", embora defendesse o fato consumado. Ele então começou a recrutar um exército de arditi pronto para realizar ataques frontais e transportou uma grande quantidade de material de guerra para o quartel-general do Il Popolo d'Italia, para evitar um possível "contra-ataque vermelho".
Em junho, Mussolini aliou-se ao governo de Francesco Saverio Nitti; para os fascistas, o novo presidente do conselho era o representante daquela velha classe política que eles tentavam suplantar. Da fraqueza do executivo Mussolini quis tirar a força para fazer uma revolução e, durante o verão, seu nome foi associado a tramas destinadas a dar um golpe.
Em 6 de junho de 1919, foi publicado oficialmente o Manifesto dei Fasci italiani di combattimento, comumente conhecido como Manifesto Fascista, onde foram apresentadas propostas de reforma política e social em sentido progressista, abordando temas nacionalistas, sindicalistas e de direitos das mulheres.
Em 11 de setembro, Gabriele d'Annunzio informou Mussolini sobre sua ida a Fiume para realizar o que viria a ser conhecido como a Impresa di Fiume, evento que pretendia proclamar a anexação da cidade de Fiume à Itália. No dia seguinte, Mussolini promoveu fora da sede do Il Popolo d'Italia uma assinatura em favor da Impresa di Fiume. O governo italiano rejeitaria as ações realizadas por d’Annunzio e enviaria o general Pietro Badoglio para reprimir os rebeldes. A cidade seria bloqueada e d’Annunzio acusaria o governo de Nitti de “deixar crianças e mulheres famintas”, enquanto convidava todos os seus aliados a arrecadar fundos. Em 16 de setembro, d’Annunzio enviaria uma carta a Mussolini acusando-o de covardia por não lhe dar apoio financeiro. A carta seria publicada no Il Popolo d'Italia em 20 de setembro censurando as partes polêmicas. Mussolini rapidamente lançou uma campanha para financiar d’Annunzio levantando quase três milhões de liras. Em 7 de outubro, Mussolini se reuniria com d’Annunzio. D'Annunzio queria que o povo se rebelasse e marchasse sobre Roma para quebrar o sistema que considerava desatualizado. Mussolini, sabendo que d'Annunzio poderia convencer o povo a levá-lo ao poder, convenceu-o de que deveria esperar porque ainda não era o momento de fazer tal ação.
Em 9 de outubro, o Primeiro Congresso Fascista foi realizado em Florença, onde foi decidido concorrer às próximas eleições políticas sem aderir a nenhuma aliança. Os fascistas, liderados por Mussolini, propuseram um programa "decididamente esquerdista" e anticlerical, exigindo impostos mais altos sobre as heranças e ganhos de capital, a derrubada da monarquia, a anexação da Dalmácia, confisco de propriedade eclesiástica e participação na gestão industrial. Ele também propôs uma aliança eleitoral com os socialistas e outros partidos de esquerda, mas foi ignorado por preocupações de que isso seria um obstáculo para os eleitores. Durante as eleições, Mussolini fez campanha com o objetivo de "superar os socialistas no socialismo". Mussolini e seu partido fracassaram miseravelmente contra os socialistas que obtiveram quarenta vezes mais votos, escolha tão triste que mesmo em Predappio, cidade natal de Mussolini, ninguém votou nele. Com o fracasso sofrido, ele descobriu que esta estratégia tinha pouco apelo e não tinha futuro. Em uma simulação de procissão fúnebre após as eleições, membros do Partido Socialista Italiano carregaram um caixão com o nome de Mussolini e o desfilaram na frente de seu apartamento para simbolizar o fim de sua carreira política. Em 18 de novembro, Mussolini foi detido por várias horas por posse de armas e explosivos; Ele foi libertado graças à intervenção do senador liberal Luigi Albertini.
Nos dias 24 e 25 de maio de 1920, Mussolini participou do Segundo Congresso Fascista, realizado na Ópera de Milão, que passou a ser financiado por industriais. Em 7 de setembro em Cremona, Mussolini diria:
Sou reacionário e revolucionário, dependendo das circunstâncias. Melhor dizer, se posso usar esse termo químico, que sou um reagente. Se o carro cair, acho que tudo bem para mim se tentar pará-lo; se as pessoas correm para o abismo, não sou reacionário se as impedir, mesmo com violência. Mas certamente sou um revolucionário quando vou contra toda a rigidez conservadora dominante e contra toda a tirania libertária … Não nos opomos ao socialismo em si, mas à sua máscara bolchevique atual.
Em 12 de agosto de 1920, seria proclamada em Fiume a Regência Italiana de Carnaro e em 8 de setembro seria promulgada a Carta de Carnaro, instituindo um Estado corporativo, esta carta serviria posteriormente de inspiração para a Carta do Trabalho. Poucas semanas depois, em 12 de novembro de 1920, Itália e Jugoslávia assinaram o Tratado de Rapallo. Mussolini veria o tratado como algo positivo e se manifestaria contra os acontecimentos do Natal Sangrento, quando Giovanni Giolitti, que substituiu Nitti, pôs fim à Impresa di Fiume com tiros de canhão.
No início da década de 1920, Mussolini declarou que o fascismo nunca levantaria uma "questão judaica" e em um artigo que escreveu ele afirmou: "A Itália não sabe sobre anti-semitismo e acreditamos que nunca saberá", e detalhou, "esperemos que os judeus italianos permanecem sensatos o suficiente para não dar origem ao anti-semitismo no único país onde ele nunca existiu". Em várias ocasiões, Mussolini falou positivamente sobre os judeus e o movimento sionista, embora após a tomada do poder na Itália pelo Partido Nacional Fascista, houvesse um pouco de desconfiança.

### Terceiro Congresso Fascista de 1921
Em janeiro de 1921, a minoria comunista deixou o Partido Socialista Italiano para fundar o Partido Comunista da Itália; isso alarmou Mussolini porque os socialistas, passando para posições mais moderadas, poderiam ter sido solicitados por Giolitti para a colaboração do governo, excluindo assim os fascistas das principais arenas políticas. Em 2 de abril, após ter marchado com uma camisa negra para os funerais das vítimas do ataque terrorista anarquista no Teatro Diana, Mussolini aceitou o pedido de Gliolitti para ingressar no "Bloco Nacional" junto com o Partido Social-democrata Italiano, a Associação Nacionalista Italiana e o Partido Liberal Italiano.
Nas eleições gerais da Itália em 15 de maio de 1921, os fascistas conquistaram 35 cadeiras no parlamento italiano, incluindo Mussolini. Durante seu discurso de posse como deputado fascista recém-eleito em 21 de junho de 1921, Mussolini exclamou:
Não me importo, senhoras e senhores, começar meu discurso na cadeira da extrema direita … Passo agora para examinar a posição do fascismo em relação aos diferentes partidos. Começo com o Partido Comunista … Quando a soma total da riqueza mundial é muito pequena, a primeira ideia que vem aos homens é colocar tudo junto para que todos tenham um pouco. Mas esta é apenas a primeira fase do comunismo, a fase do consumo. Depois vem a fase de produção, que é muito mais difícil … aquele formidável artista (não o legislador) que responde pelo nome de Vladimir Ulianov Lenin, quando teve que dar forma ao material humano, percebeu que era muito mais difícil do que bronze ou mármore. Eu conheço os comunistas. Eu os conheço porque muitos deles são meus filhos, quer dizer, claro, espiritualmente … Enquanto os comunistas falarem da ditadura do proletariado, uma federação de repúblicas mais ou menos federativas, os sovietes e tais absurdos … só pode haver uma luta entre eles e nós … Não estou aqui para superestimar a importância do movimento sindical … Ouça, afinal, o que vou dizer … Não nos oporemos e, em vez disso, votaremos a favor de todas as medidas e disposições destinadas a melhorar a nossa legislação social. Nem mesmo nos oporemos a experimentos de cooperativismo. Mas digo-lhes imediatamente que nos oporemos com todas as nossas forças às tentativas de socialização, nacionalização, coletivização! Estamos fartos de socialismo de estado! …

Não só isso, mas afirmamos, e com base na literatura socialista recente que não se deve repudiar, que a verdadeira história do capitalismo começa agora, porque o capitalismo não é apenas um sistema de opressão … Tão verdadeiro é isso que Lenin, depois de instituir os conselhos de fábrica, ele os aboliu …; É bem verdade que, depois de nacionalizar o comércio, ele reintroduziu o regime de liberdade; e … depois de ter reprimido … a burguesia, hoje ele a reúne, porque sem o capitalismo e seu sistema técnico de produção, a Rússia jamais poderia se levantar.
Após seus sucessos eleitorais, Mussolini tentou reverter a violência do Squadrismo, equipes paramilitares de ação armada que visavam intimidar e reprimir violentamente os adversários políticos, dizendo a seus seguidores que os fascistas deveriam ser expurgados e que muita gente havia aderido a seu partido para aproveitar sua "onda de sucesso". Em um discurso na Câmara, Mussolini defendeu três grandes forças de colaboração para facilitar um destino melhor para a Itália: o socialismo de autoaperfeiçoamento, o Popolari e o fascismo. As tentativas de parar a violência incluíram o Pacto de Pacificação com o Partido Socialista Italiano e outros líderes sindicais socialistas. Essa estratégia foi abandonada depois que delegados do Terceiro Congresso Fascista se opuseram a tal arranjo, sendo mais favorável à promoção do nacionalismo.
Devido aos resultados desastrosos das eleições de novembro de 1919, Mussolini contemplou uma mudança de nome para seu partido. Em 1921, Mussolini defendeu um plano para mudar o nome do Partido Revolucionário Fascista e do Fasci Italiani di Combattimento para "Partido Trabalhista Fascista" ou "Partido Trabalhista Nacional" no Terceiro Congresso Fascista em Roma (7 a 10 de novembro de 1921), em um esforço para manter seu apoio ao sindicalismo. Mussolini imaginou um partido político mais bem-sucedido se fosse baseado em uma coalizão fascista de sindicatos trabalhistas. Esta aliança com os socialistas e os trabalhadores foi descrita como uma espécie de "governo de coalizão nacionalista-esquerdista", mas se opôs tanto aos membros fascistas mais conservadores quanto ao Partido Liberal Italiano de Giovanni Giolitti, que já havia decidido incluir o fascistas em seu "Bloco Nacional". Nesse sentido, Mussolini diria:
Em economia, somos abertamente anti-socialistas. Não me arrependo de ter sido socialista. Cortei todos os laços com o passado … Não se trata de entrar no socialismo, mas de sair dele. Em matéria económica somos liberais, porque acreditamos que a economia nacional não pode ser confiada a órgãos colectivos e burocráticos. Após a experiência russa, vimos o suficiente. Porém, devolveria as ferrovias e telégrafos às empresas privadas, porque o sistema atual é monstruoso e vulnerável em todos os seus aspectos … As doutrinas socialistas ruíram: caíram os mitos internacionais, a luta de classes é uma fábula porque a humanidade não pode ser dividida. O proletariado e a burguesia não existem historicamente; São duas faces da mesma moeda. Não acreditamos nessas histórias. O proletariado, mesmo onde esteve no poder, está aprisionado pelo capitalismo. Somos anti-socialistas, mas não necessariamente anti-proletários. 
Mussolini, sob pressão da maioria dos líderes squadristi presentes no Terceiro Congresso Fascista, que estavam determinados a inibir o poder dos socialistas revolucionários e dos sindicatos, para manter sua posição de líder indiscutível do partido, concordou em fazer vários acordos conciliatórios, incluindo o mudança do nome do partido para Partido Nacional Fascista.

### Marcha sobre Roma

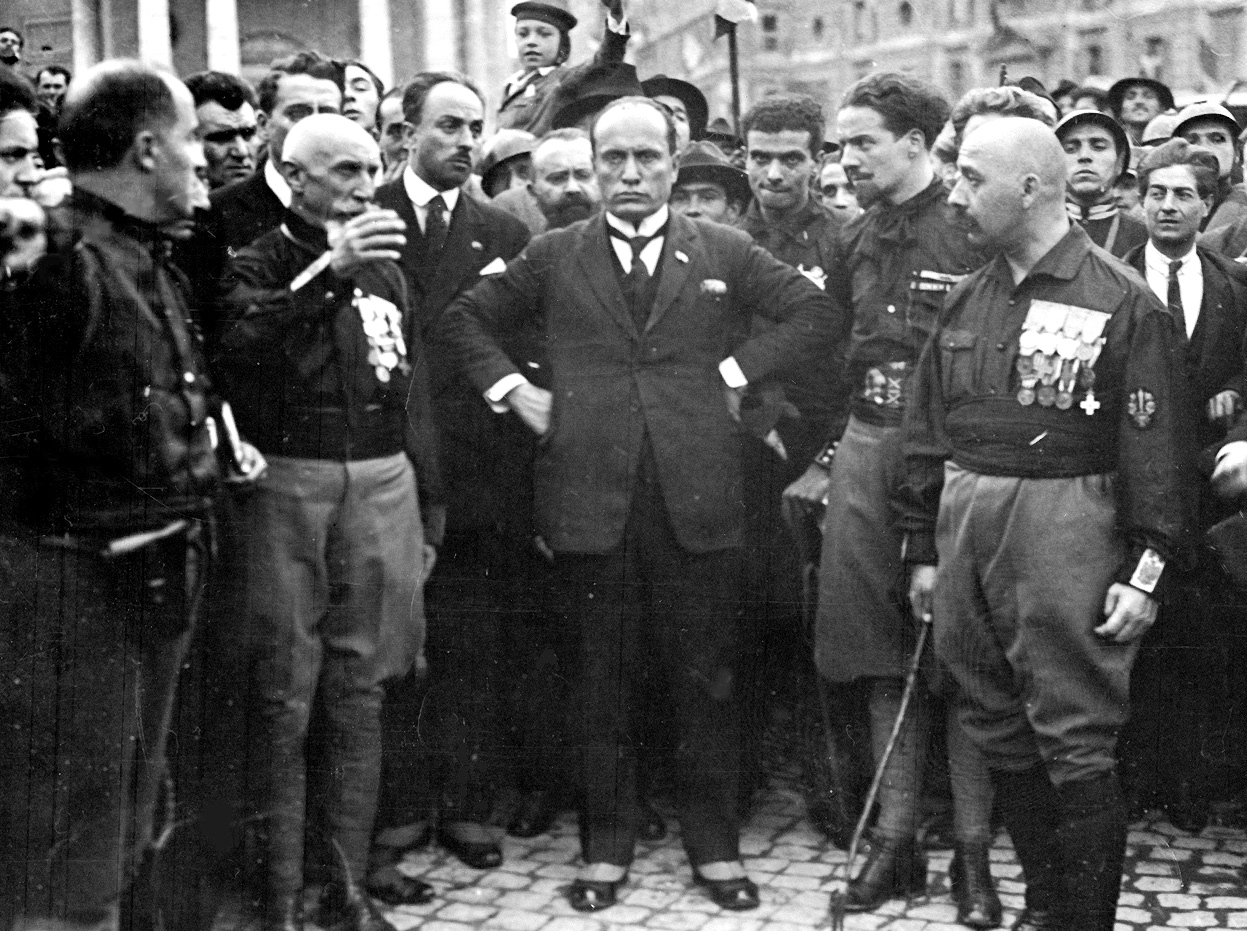
Mussolini durante a "Marcha sobre Roma"

Em 1º de janeiro de 1922, Mussolini fundou a revista Gerarchia, da qual colabora Margherita Sarfatti, mas já no mês de agosto anterior se apressou em criar uma escola de cultura fascista que tinha a tarefa de expor a doutrina.
O jornalista britânico George Slocombe, que entrevistou Mussolini na conferência de Cannes de 1922, relatou que “Lenin foi o único contemporâneo por quem ele expressou respeito”. Em 1937, Mussolini diria sobre Lenin:
Fala-se constantemente do meu ódio por Lenin. Nada pior. Nenhum homem inteligente pode odiar as figuras mais representativas de seu tempo. Você pode admirar um inimigo, mesmo quando está lutando contra ele. Nesse caso, "admirar" significa: "certifique-se de não cometer seus próprios erros".

Em fevereiro de 1922, Luigi Facta tornou-se primeiro-ministro. Sua nomeação entrou no jogo dos fascistas, pois demonstrou ainda mais a incapacidade do sistema parlamentar democrático de produzir um governo estável e manter a ordem. Sob seu governo, as incursões dos esquadrões fascistas se multiplicaram, especialmente nas províncias de Ferrara e Ravenna. Foi o crescendo da "revolução fascista", com a qual Mussolini tentou um ambicioso golpe para tomar o poder, explorando os consensos adquiridos nos círculos sociais mais influentes do reino. Em 24 de outubro, ele revisou os 40 000 camisas negras reunidas lá em Nápoles, afirmando o direito do fascismo de governar a Itália.
Muitos estavam convencidos de que o diálogo com Mussolini agora se tornara inevitável: Giovanni Amendola e Vittorio Emanuele Orlando teorizaram uma coalizão governamental que incluía também os fascistas e Nitti, que aguardavam a presidência do Conselho, agora considerada uma aliança com Mussolini da melhor forma para minar seu adversário Giolitti. Em um discurso, Mussolini proclamaria:

No entanto, uma coisa é muito clara. Toda a superestrutura socialistoide-democrática deve ser destruída. Devemos ter um Estado que simplesmente diga: “O Estado não representa um partido, o Estado representa a coletividade nacional, inclui a todos, supera a todos, protege a todos e luta contra quem tenta minar sua soberania inviolável”. Este é o Estado que deve emergir da Itália de Vittorio Veneto. Um estado que não reconhece que o poder mais forte está correto; um estado diferente do estado liberal, que, depois de cinquenta anos, não conseguiu estabelecer uma gráfica para emitir seu próprio jornal quando houve uma greve geral dos impressores; um Estado que não está à mercê da onipotência dos socialistas; um Estado que não acredita que os problemas só possam ser resolvidos do ponto de vista político, porque não bastam as metralhadoras se não houver espírito para fazê-las cantar. Todo o arsenal do Estado desmorona como a velha paisagem de um teatro operístico quando não se inspira no sentido mais íntimo de cumprir um dever, não, uma missão. É por isso que queremos despojar o Estado de todos os seus atributos econômicos. Temos de acabar com o Estado ferroviário, o Estado postal, o Estado segurador. Devemos acabar com o Estado que desperdiça o dinheiro de todos os contribuintes italianos e piora as finanças esgotadas do estado italiano.
Entre 1 e 2 de outubro, os fascistas organizariam a Marcha sobre Bolzano. Entre 27 e 31 de outubro de 1922 organizou, juntamente com Michele Bianchi, Cesare Maria De Vecchi, Emilio De Bono e Italo Balbo, a famosa marcha sobre Roma, um golpe de propaganda. Mussolini não participou diretamente da marcha, temendo uma intervenção repressiva do Exército que teria determinado seu fracasso. Ficou em Milão (onde um telefonema do prefeito o teria informado do resultado positivo) aguardando os acontecimentos e só foi a Roma mais tarde, quando soube do sucesso da ação. Mussolini usou suas milícias chamadas de camicie nere ("camisas negras") para instigar o terror e combater abertamente os socialistas, conseguiu que os poderes investidos o nomeassem para formar governo. Foi nomeado primeiro-ministro pelo rei Vítor Manuel III, alcançando a maioria parlamentar e, consequentemente, poderes absolutos no governo do país. Mussolini gozava de amplo apoio no exército e entre as elites industriais e agrárias, enquanto o rei e o establishment conservador temiam uma possível guerra civil e, em última instância, pensaram que poderiam usar Mussolini para restaurar a lei e a ordem em o país. Mussolini, após chegar ao poder, formaria nesta fase, um governo de coalizão com liberais, conservadores e social-democratas. Muitos líderes empresariais e financeiros acreditavam que Mussolini poderia ser manipulado porque seus discursos enfatizavam o mercado livre e a economia laissez-faire. No entanto, isso contrastava com a visão corporativista de Mussolini.

## Mussolini, Primeiro Ministro

### Fatos importantes

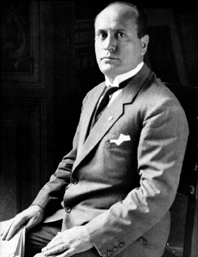
Benito Mussolini em seus primeiros anos no poder

Ao chegar ao poder, a "revolução fascista" foi proclamada como um processo de "revolução contínua". Além disso, estabeleceu o início de uma "nova era" inaugurando um novo calendário, assim como a Revolução Francesa, onde o ano de 1922 foi estabelecido como o "Ano I" da revolução.
Em 16 de novembro, Mussolini compareceu à Câmara e fez seu primeiro discurso como Primeiro-Ministro, no qual declarou:

Cavalheiros! O que faço hoje, nesta sala, é um ato de deferência formal para com você e pelo qual não peço nenhum certificado de agradecimento especial. Por muitos anos, na verdade, por muitos anos, crises governamentais foram levantadas e resolvidas pela Câmara por meio de manobras e emboscadas mais ou menos tortuosas, tanto que uma crise era regularmente descrita como um assalto e o ministério era representado com uma diligência postal instável. Agora aconteceu pela segunda vez no curto espaço de uma década que o povo italiano, em seu auge, deixou de lado um ministério e se deu a um governo externo, acima e contra qualquer nomeação parlamentar. A década de que falo é entre maio de 1915 e outubro de 1922. Deixo isso para os fanáticos melancólicos do superconstitucionalismo discutir isso com mais ou menos tristeza. Afirmo que a revolução tem seus direitos. Acrescentaria, para que todos saibam, que estou aqui para defender e fortalecer ao máximo a revolução das “camisas negras”, inserindo-a intimamente como força de desenvolvimento, progresso e equilíbrio na história da nação. Recusei-me a vencer e fui capaz de vencer. Eu estabeleci limites. Disse a mim mesmo que a melhor sabedoria é aquela que não te abandona depois da vitória. Com trezentos mil jovens totalmente armados, determinados a fazer tudo e quase misticamente prontos para o meu comando, eu poderia punir todos aqueles que difamaram e tentaram manchar o fascismo. 

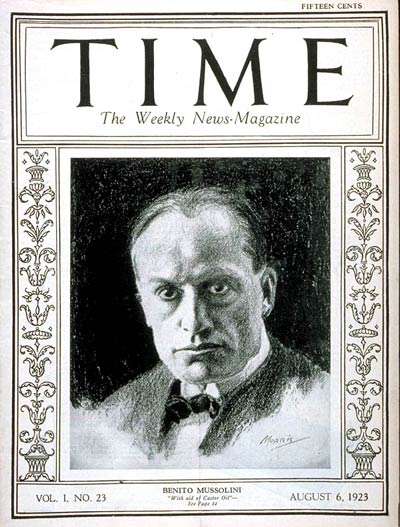
Mussolini na capa da revista Time, 6 de agosto de 1923

Em 25 de novembro, Mussolini obteve da Câmara plenos poderes nas áreas fiscal e administrativa até 31 de dezembro de 1923, para "restaurar a ordem". Em 15 de dezembro de 1922, o Grande Conselho do Fascismo foi estabelecido. Em 14 de janeiro de 1923, as camisas negras foram institucionalizada com a criação da Milizia Volontaria per la Sicurezza Nazionale.

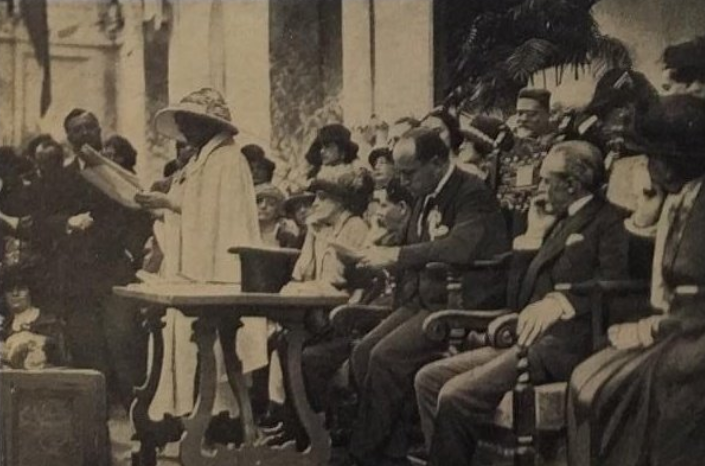
Mussolini na inauguração do Congresso Feminista de Roma

Mussolini participou do Congresso Feminista de Roma de 1922 fazendo um discurso favorável à participação política ativa das mulheres. Recebido pelas sufragistas Margherita Ancona e Alice Schiavoni Bosio, participou do IX Congresso da Federação Internacional Pró-Sufrágio, realizado em 1923, prometendo conceder o voto administrativo às mulheres italianas. Mussolini destacou a atitude serena das sufragistas italianas e nesse mesmo ano foi apresentado o projeto de lei que previa a concessão do voto administrativo limitado às heroínas do país, às mães ou viúvas dos mortos na guerra, às mulheres ricas ou instruídas. Em 1925, entrou em vigor uma lei que reconhecia pela primeira vez as eleitoras italianas na esfera administrativa, porém, em 1926, essa lei perdeu efeito porque o prefeito foi substituído pelo podestà que, junto com os conselheiros, era eleito pelo governo e não pelo povo.
No final de fevereiro e início de maio de 1923, Mussolini, de acordo com um relatório do Serviço Secreto britânico de Inteligência, reuniu-se com um grupo revolucionário indiano. Mussolini daria seu apoio para liberar a Índia do domínio britânico. Para ele, a Itália deveria dominar o Mediterrâneo e destruir o Império Britânico e os franceses. O conceito de nações burguesas e nações proletárias desenvolveu-se dentro da doutrina fascista. Mussolini considerava que as nações burguesas ou plutocráticas, como a Grã-Bretanha, oprimiam as nações proletárias, como a Itália, e que as nações proletárias deveriam lutar contra as nações burguesas.
Mussolini estava presente quando o movimento artístico "Novecento" foi oficialmente lançado, em 1923. Embora Mussolini tenha repreendido Margherita Sarfatti por usar seu nome e o nome do fascismo para promover o Novecento, os artistas apoiaram o regime fascista e seu trabalho foi associado ao departamento de propaganda. Mussolini tinha uma posição ambivalente sobre o estilo de arte, embora em 1934 ele defendesse a arquitetura modernista da crítica nazista e soviética porque, para ele, o modernismo era "racional e funcional".
Em 9 de junho, após ter conseguido, com ameaças, a renúncia de um de seus principais antagonistas parlamentares, o sacerdote católico Luigi Sturzo, e a divisão do Partido Popular Italiano com seu discurso de 15 de julho, apresentou à Câmara a lei Acerbo, em matéria eleitoral, por este aprovado em 21 de julho e 13 de novembro pelo Senado, posteriormente passou a ser lei de 18 de novembro de 1923 transformando a Itália em um único eleitorado nacional. Também em julho, graças ao apoio britânico, o domínio italiano do Dodecaneso, ocupado desde 1912, foi reconhecido na conferência de Lausanne.
Em 27 de agosto, ocorreu o massacre de Giannina: foi massacrada a expedição militar de Tellini, com a missão de delimitar a fronteira entre a Grécia e a Albânia. Mussolini enviou um ultimato à Grécia para exigir reparações, desculpas e homenagens aos mortos e, após a recusa parcial do governo grego, ordenou que a marinha italiana ocupasse Corfu. Com esta ação, o novo primeiro-ministro quis mostrar que queria seguir uma política externa forte e obteve, graças à Liga das Nações, as reparações necessárias (após a saída da ilha ocupada). Duas semanas antes do incidente em Corfu, Mussolini prometeu aos nacionalistas indianos que lhes daria apoio financeiro. Depois do Putsch de Munique, liderado por Hitler, Mussolini se referiu a eles como "bufões".
Em 19 de dezembro, ele presidiu a assinatura do acordo entre a Confederação Geral da Indústria Italiana (Confindustria) e a Confederação das Corporações Fascistas, o chamado Pacto do Palazzo Chigi, (mais tarde, em 1925, o Pacto do Palazzo Vidoni seria feito) pelo qual se buscou "harmonia entre os diferentes elementos de produção", afirmando:
O princípio de que a organização sindical não deve basear-se no critério do conflito irredutível de interesses entre industriais e trabalhadores, mas inspirar-se na necessidade de estabelecer relações cada vez mais cordiais entre empregadores e trabalhadores individuais, e entre as suas organizações sindicais, visando assegurar que cada um dos elementos produtivos as melhores condições para o desenvolvimento das respectivas funções, e uma remuneração mais equitativa do seu trabalho, o que reflecte, mesmo na estipulação do contrato de trabalho, o espírito do sindicalismo nacional.
Em 30 de dezembro de 1923, foi instituída a criação dos Órgãos Municipais de Assistência com a missão de “coordenar todas as atividades, públicas e privadas, destinadas a ajudar os pobres, provendo, se necessário, seu atendimento, ou promovendo, quando possível, educação, instrução e introdução às profissões, artes e ofícios”.
Em 22 de janeiro de 1924, o Tratado de Roma foi assinado entre a Itália e a Iugoslávia, com o qual Fiume seria anexada à Itália em 22 de fevereiro. A partir da marcha sobre Roma, o governo italiano estabeleceu relações diplomáticas com a União Soviética, que melhoraram em fevereiro de 1923, alcançando o reconhecimento da União Soviética e a estipulação de um tratado de comércio e navegação em 7 de fevereiro de 1924. Um acordo com o Reino Unido permitiu que a Itália adquirisse Oltregiuba, uma região do Quênia anexada à Somália italiana. Em 24 de março, ocorreu a primeira tentativa de retransmitir um discurso político.
Por superstições, Mussolini ordenou a remoção do Palazzo Chigi de uma múmia que ele havia recebido como um presente devido à Maldição dos Faraós.

### Medidas econômicas iniciais
Em 1921, Mussolini argumentou que a política econômica fascista era liberal, promovendo essas políticas como “objetivos imediatos”. Mussolini, tendo testemunhado o fracasso econômico do bolchevismo com o comunismo de guerra e a implementação da Nova Política Econômica de Lenin, considerou que a economia de livre mercado ainda tinha alguma relevância e, portanto, uma política econômica que maximizasse e sofisticasse a produtividade material da nação deveria ser implementada porque o capitalismo ainda não havia esgotado sua "função histórica" e estava vivo. A introdução da Nova Política Econômica fez com que os sindicalistas italianos se afastassem do marxismo ortodoxo, determinados a revisá-lo. Eles argumentaram que os bolcheviques não haviam acatado o aviso de Friedrich Engels sobre os perigos de tentar estabelecer uma revolução em um ambiente economicamente atrasado. Mussolini havia concluído em 1917 que o marxismo ortodoxo era amplamente irrelevante para os revolucionários das nações industrialmente atrasadas. Ele defendeu que se a burguesia não pudesse cumprir suas obrigações históricas, então a tarefa seria relegada às massas populares e à vanguarda da elite que orientaria o processo, o que exigiria um compromisso colaboracionista de classe que ele descreveu como "um regime saudável e honesto de classes produtivas", em oposição à luta de classes. Os intelectuais sindicalistas concluíram que uma revolução social bem-sucedida exigia o apoio de revolucionários "sem classe" na ausência de uma indústria madura desenvolvida pela burguesia. Sindicalistas, nacionalistas e futuristas italianos argumentaram que esses revolucionários seriam fascistas, não marxistas. Para eles, o fascismo era "o socialismo das 'nações proletárias'".
Nas mãos de Alberto De Stefani, um economista liberal que aderiu ao Partido Nacional Fascista e foi o responsável pela economia italiana de 1922 a 1925, uma profunda reforma foi realizada no sistema tributário italiano, embora essas reformas tivessem sido estabelecido por seu antecessor Filippo Meda. De Stefani aproveitou os poderes concedidos pelo regime para promulgar essas reformas que haviam sido bloqueadas pelo parlamento. Sob De Stefani, foi aplicada uma política de privatização de empresas de grande porte. No entanto, no início de 1923, os industriais ficaram alarmados com os ataques verbais dos sindicalistas fascistas contra o capitalismo, levando alguns a considerar se seria sensato aliar-se aos comunistas para lutar contra os fascistas.
Tendo herdado uma situação económica difícil, foi implementada uma política de liberalização da economia e redução de despesas, além de modificar algumas leis para fortalecer os mecanismos produtivos e aliviar o trabalho das administrações públicas, correio e caminhos-de-ferro. Entre 1922 e 1926 houve um período de rápida expansão econômica, especialmente no setor industrial. A produção manufatureira cresceu 10% ao ano, contribuindo para uma forte expansão das exportações. Naqueles anos, o gasto público passou de 35% para 13% do PIB. Os desempregados passaram de 600 000 em 1921 para 100 000 em 1926. Em 1925, o papel-moeda começou a ser destruído para conter a inflação. No total, 320 milhões de liras foram incineradas. No mesmo ano, lançaria uma medida que visava acabar com a especulação no mercado de ações. Durante esse período a prosperidade aumentou, mas isso foi acompanhado de inflação.
Embora os resultados da política tenham sido positivos, sua posição no governo se deteriorou devido à oposição de vários grupos, como os fascistas mais radicais que o viam como pró-industrial e excessivamente liberal, os latifundiários do sul e os grupos familiares do norte. De Stefani foi substituído por Giuseppe Volpi. De Stefani mais tarde tornou-se crítico do regime e em 1943 votou a favor do mandado de prisão de Mussolini, refugiando-se posteriormente em um convento.

### Eleições de 1924

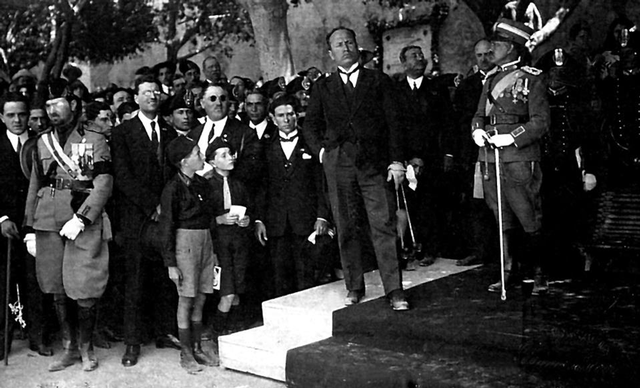
Mussolini em Siracusa, em 1924

As consultas decorreram num clima geral de violência e intimidação, apesar de Mussolini ter enviado repetidos apelos de ordem aos fascistas e telegramas aos prefeitos para impedir que alguém fosse intimidado, provocado ou agredido. Paralelamente, Mussolini havia contactado telegraficamente os prefeitos para que fizessem todo o possível para garantir a vitória da "Lista Nacional", lista eleitoral de Mussolini, por convencimento dos indecisos, trabalho de propaganda e principalmente por manifestações e celebrações públicas patrióticas e religiosas, nas quais os fascistas podiam se apresentar como os únicos titulares de legitimidade para representar a nação.
As eleições terminaram com uma vitória contundente para a Lista Nacional, obtendo 64,9% a nível nacional. A derrota da oposição levou a imprensa contra o fascismo a um forte ataque à violência e ilegalidades cometidas pelos fascistas. Poucos jornais reconheceram a vitória eleitoral.
No dia 30 de maio, os abusos, as violências e as fraudes perpetradas pelos fascistas durante a campanha eleitoral e durante a votação foram denunciados pelo deputado socialista Giacomo Matteotti a quem pediu a anulação das eleições. A intervenção desencadeou uma sessão acalorada na qual Matteotti foi interrompido várias vezes. Em 10 de junho de 1924, Matteotti foi sequestrado por esquadrões fascistas e assassinado. Essa ação causou uma crise momentânea. Mussolini não foi acusado no julgamento, que resultou na sentença de seis anos para três militantes fascistas (Amerigo Dumini, Albino Volpi e Amleto Poveromo) que, segundo a sentença, agiram por iniciativa própria. A responsabilidade de Mussolini como instigador do assassinato de Matteotti foi questionada por Renzo de Felice, que o considerava o mais prejudicado na política e pessoalmente por aquele crime na época. O estresse dos acontecimentos levou Mussolini aos primeiros sintomas de uma úlcera duodenal que o acompanhou pelo resto da vida.
No dia 26 de junho aconteceria a Secessão do Aventino, ato de protesto realizado por opositores do governo contra Mussolini. O outono de 1924 foi repleto de tensões para Mussolini: alguns fascistas se distanciaram dele, e muitos pediram sua renúncia, para que o "fascismo" pudesse "se recuperar das responsabilidades dos poderes supremos". À medida que a situação se tornava cada vez mais tensa, surgiram rumores de que Mussolini estava considerando um golpe para resolver o problema - uma tese que o historiador De Felice negou. Em 31 de dezembro, Mussolini se reuniu com o Conselho de Ministros. Espalharam-se rumores de que Mussolini renunciaria e seria substituído. No entanto, em 3 de janeiro de 1925, ele faria um discurso onde falaria sobre a morte de Matteotti e estabeleceria uma nova direção para seu governo. Mussolini aproveita a crise provocada pela morte de Matteotti para instaurar a censura à imprensa, que havia iniciado uma campanha exigindo a renúncia de Mussolini ao cargo de Primeiro-Ministro, e iniciar o caminho para a ditadura.

## Itália Fascista

### Consolidação da ditadura fascista
Em 21 de junho, foi realizado o quarto e último congresso do Partido Nacional Fascista, onde Mussolini convida os camisas negras a abandonar definitivamente a violência. No entanto, os trágicos acontecimentos de Giovanni Amendola e Piero Gobetti no início de 1926 provaram que eles ainda estavam ativos.
Uma lei aprovada em 24 de dezembro de 1925 mudou o título formal de Mussolini de “Presidente do Conselho de Ministros” para “Chefe do Governo”, esta lei transformou o governo de Mussolini em uma ditadura legal de fato, embora o processo tenha começado no dia 3 de janeiro do mesmo ano.
Em 7 de abril de 1926, Mussolini sobreviveu a uma primeira tentativa de assassinato de Violet Gibson. Em 31 de janeiro de 1926, Anteo Zamboni, de 15 anos, tentou atirar em Mussolini em Bolonha. Zamboni foi linchado. Todos os outros partidos foram proibidos após a tentativa de assassinato de Zamboni, embora a Itália fosse um estado de partido único desde 1925. Nesse mesmo ano, uma lei eleitoral aboliu as eleições parlamentares.

### Medidas aplicadas entre 1925 - 1929

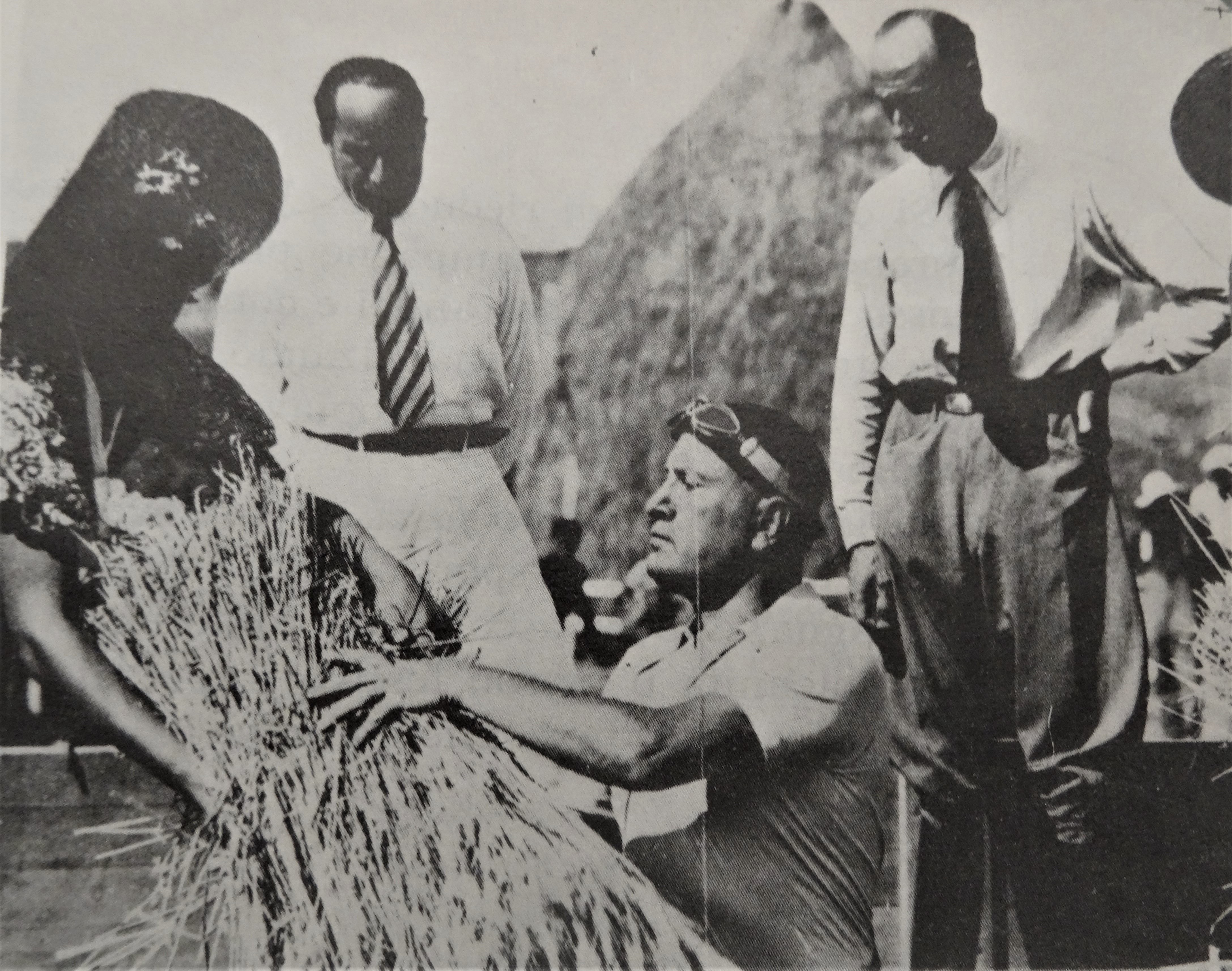
Benito Mussolini na campanha para promover o cultivo do trigo conhecida como "Batalha pelo trigo"

Entre 1925 e 1927, Mussolini desmantelou progressivamente todas as restrições constitucionais e convencionais ao seu poder e construiu um estado policial onde a liberdade de expressão e associação foi desmantelada. Ao mesmo tempo, implementou um extenso programa de culto à personalidade, colocando Mussolini como a figura central da nação. As leis que seriam conferidas neste período seriam conhecidas como Leis Fascistíssimas.
Como responsável pela economia da Itália, de 1925 a 1928, Giuseppe Volpi negociou com sucesso o pagamento da dívida da Itália na Primeira Guerra Mundial com os Estados Unidos e o Reino Unido, fixando também o valor da lira ao valor do ouro e implementou políticas de livre comércio. Porém, ao ganhar mais poder, Mussolini orientou sua política econômica em favor da intervenção governamental, substituindo o livre comércio pelo protecionismo. Enquanto o Programa do Partido Nacional Fascista de 1921 previa a redução do Estado a suas funções essenciais, em 1925, Mussolini expressou a necessidade de agrupar todas as forças da nação na unidade geral de um único Estado que representasse a "vontade totalitária" coletiva do fascismo.
Em 1925, começariam as Batalhas econômicas italianas que deveriam aumentar o potencial da Itália e transformá-la em uma potência. As batalhas seriam a Batalha pelo trigo (iniciada em 1925), a Batalha pela Lira (iniciada em 1926), a Batalha pelos nascimentos (iniciada em 1927) e a Batalha pela Terra (iniciada em 1928). Mussolini expressaria seu elogio as ideias de Oswald Spengler e às teorias de Keynes:
O fascismo concorda inteiramente com Maynard Keynes, apesar da posição proeminente deste último como liberal. Na verdade, o excelente livrinho do Sr. Keynes, "The End of Laissez-Faire" (1926), pode, até onde vai, servir como uma introdução útil à economia fascista. Não há praticamente nada a objetar e há muito o que aplaudir.
Em 20 de janeiro de 1926, entrou em vigor a lei de imprensa, que previa que os jornais só pudessem ser dirigidos, escritos e impressos se tivessem conselheiro reconhecido pelo Procurador-Geral do Tribunal de Justiça. Em 3 de abril de 1926, a greve foi proibida e ficou estabelecido que apenas sindicatos "legalmente reconhecidos" poderiam assinar acordos coletivos. Para os atentados perpetrados ou organizados em detrimento das figuras mais importantes do Estado, foi instituído o confinamento policial e a pena de morte e instituído o Tribunal Especial de Defesa do Estado. No dia 30 de dezembro, os fasces foram declarados símbolos do estado.
Em 21 de abril de 1927, Benito Mussolini promulgou a Carta do Trabalho. Nela se estabelece o reconhecimento das corporações, onde todos os aspectos da produção nacional estavam concentrados, se estabelece o contrato coletivo de trabalho e se considera a iniciativa privada a mais eficiente e útil para os interesses da nação:

O Estado corporativo considera a iniciativa privada no campo da produção como a ferramenta mais eficaz e útil no interesse da nação. Sendo a organização privada da produção uma função do interesse nacional, o organizador do empreendimento é responsável pelo endereço da produção face do Estado. A reciprocidade de direitos e deveres entre eles decorre da colaboração das forças produtivas. O prestador de serviços, técnico, empregado ou operários é um colaborador ativo do empreendimento econômico, no sentido do qual cabe ao empregador a responsabilidade pelos mesmos.
Estabelecendo que:

A intervenção do Estado na produção econômica ocorre somente quando a iniciativa privada falha ou é insuficiente ou quando os interesses políticos do Estado estão em jogo. Essa intervenção pode assumir a forma de controle direto, incentivo e gerenciamento.
Enfatizando então:

O estado fascista propõe:
1) A melhoria do seguro contra infortúnios;
2) A melhoria e extensão do seguro maternidade;
3) Seguro contra doenças profissionais e tuberculose, como passagem para o seguro geral contra todas as doenças;
4) A melhoria do seguro contra o desemprego involuntário.

5) A adoção de formas especiais de seguro para jovens trabalhadores.
Em 1928, Mussolini diria:
Como o século passado viu a economia capitalista, o século atual verá a economia corporativa … Capital e trabalho devem estar em pé de igualdade e a igualdade de direitos e deveres deve ser dada a ambos.
Para lidar com a máfia, Mussolini nomeou Cesare Mori para o Senado e lhe deu o controle da cidade de Palermo com o objetivo de erradicar a máfia a qualquer custo. Mussolini, em telegrama, escreveu a Mori:

Sua Excelência tem carta branca; A autoridade do Estado deve absolutamente, repito absolutamente, ser restabelecida na Sicília. Se as leis ainda em vigor o impedirem, não será um problema, pois iremos redigir novas leis.
Por meio de tortura e intimidação, conseguiu reduzir a criminalidade e forçou vários mafiosos a fugir (especialmente para os Estados Unidos). Com o tempo, a pressão do Estado e a corrupção garantiu uma tênue paz entre o regime fascista e a máfia siciliana. Durante o regime de Mussolini, a Máfia acabaria perdendo muito poder e influência no sul da Itália, com os índices de assassinato e crimes em geral caindo consideravelmente, especialmente na Sicília. No sul, muitos dos movimentos antifascistas tinham ligações com a máfia.
Em 1927, Mussolini foi rebatizado por um padre católico romano. Em 5 de junho de 1927, falando no Senado, Mussolini afirmou a linha do revisionismo na política externa, declarando que os tratados estipulados após a Primeira Guerra Mundial ainda eram válidos, mas não deviam ser considerados eternos e imutáveis. Em 1928, o Grande Conselho do Fascismo foi institucionalizado como o órgão constitucional supremo do Estado. Em 1929, as eleições gerais seriam realizadas na Itália na forma de um referendo. Mussolini considerou a possibilidade de um grupo de oposição moderada como um contraponto tolerado, mas os socialistas moderados recusaram este pedido. Na época, o país era um estado de partido único com o Partido Nacional Fascista como o único partido legalmente autorizado.

### Ações após 1929

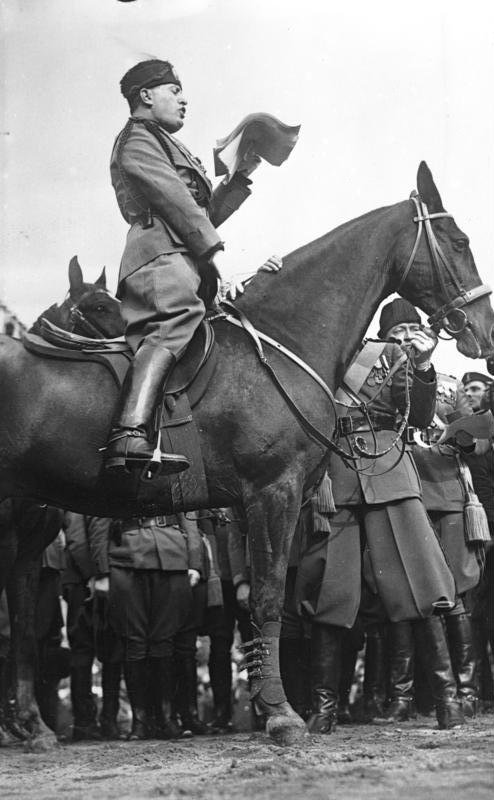
Benito Mussolini, a cavalo, falando com soldados do exército italiano.

Em 1929, necessitando de apoio dos católicos, pôs fim à Questão Romana (conflito entre os papas e o Estado italiano) assinando o Tratado de Latrão com o cardeal Pietro Gasparri. Por esse tratado, firmou-se um acordo pelo qual a soberania do Estado do Vaticano foi reconhecida, o Sumo Pontífice recebia indemnização monetária pelas perdas territoriais, o ensino religioso era obrigatório nas escolas italianas, o catolicismo virava a religião oficial da Itália e se proibia a admissão em cargos públicos dos sacerdotes que abandonassem a batina. O Papa Pio XI elogiou Mussolini, e o jornal católico oficial declarou que "a Itália tem devolvido Deus e Deus à Itália". Após essa conciliação, Mussolini afirmou que a Igreja estava subordinada ao Estado, e "se referiu ao catolicismo como, na origem, uma seita menor que se espalhou para além da Palestina apenas porque se inseriu na organização do Império Romano". Após a concordata, Mussolini "confiscou mais tópicos de jornais católicos nos próximos três meses do que nos sete anos anteriores". Mussolini teria chegado perto de ser excomungado da Igreja Católica na época. A 19 de abril daquele ano foi agraciado com a Grã-Cruz da Ordem Militar da Torre e Espada, do Valor, Lealdade e Mérito de Portugal. Internamente, Mussolini buscou retirar a Itália da recessão econômica e modernizar a nação. Era um período turbulento na Europa pós-primeira grande guerra, com o medo do comunismo por parte das elites políticas e os desejos das classes trabalhadoras, resultando em um caos social. Nesse mesmo ano, Mussolini ordenou ao seu Estado-Maior do Exército que começasse a planejar a agressão contra a França e a Iugoslávia.
Em 1930, Arnaldo Mussolini, sob o patrocínio de seu irmão Benito Mussolini, fundou a Escola de Misticismo Fascista. Esta escola, que esteve ativa até 1943, visava forjar novos líderes fascistas sob o estudo de intelectuais fascistas que se propunham a reavivar a alma do mais verdadeiro fascismo, a dos primeiros anos do movimento, para dá-la às novas gerações. Esta ação produziria conflitos com a Igreja Católica. Em meados de 1931, o regime fascista começou a reprimir a organização Ação Católica. No mesmo ano, a encíclica papal Non abbiamo bisogno denunciou a "idolatria pagã do Estado". Este documento provocou novas restrições, com os fascistas ultracatólicos expurgados do Partido, os estudantes foram forçados a se juntar a organizações fascistas, e grupos de jovens católicos e organizações de trabalhadores foram agredidos fisicamente. Foram proclamadas leis de tolerância religiosa a favor de protestantes e judeus que enfureciam os líderes católicos. Em 1932 foi alcançado um acordo pelo qual a Ação Católica foi dissolvida em unidades separadas e as demais organizações católicas teriam liberdade restrita principalmente às atividades religiosas. Mussolini reconciliou-se publicamente com o Papa Pio XI naquele mesmo ano, mas "teve o cuidado de excluir dos jornais qualquer fotografia sua ajoelhada ou demonstrando deferência ao Papa". Ele queria persuadir os católicos de que "o fascismo era católico e ele próprio um crente que passava parte de cada dia em oração …". O Papa Pio XI saudou Mussolini como "o Homem da Providência". Apesar dos esforços de Mussolini em parecer piedoso, por ordem de seu partido, os pronomes que se referiam a ele "tinham que ser escritos em maiúscula como aqueles que se referem a Deus". Por outro lado, em uma conversa com Emil Ludwig, Mussolini descreveu o anti-semitismo como um "vício alemão" e declarou que "não havia 'nenhuma questão judaica' na Itália e não poderia ser em um país com uma política saudável". Em 1934, em um livro sobre a filosofia de Mussolini, foi especificado que o fascismo se baseava em "princípios fundamentalmente pagãos". Os fascistas criaram o culto de seus "mártires" caídos, como Ines Donati.
Em 1931, a convite de Mussolini, Mahatma Gandhi visitaria a Itália onde assistiria a um desfile de jovens fascistas. Mussolini saudaria Gandhi como um "gênio e um santo" admirando sua capacidade de desafiar o Império Britânico. Dois anos depois, Mussolini receberia de Sigmund Freud um livro que escrevera com Albert Einstein e colaboraria na produção do documentário Mussolini Speaks, realizado pela Columbia Pictures.

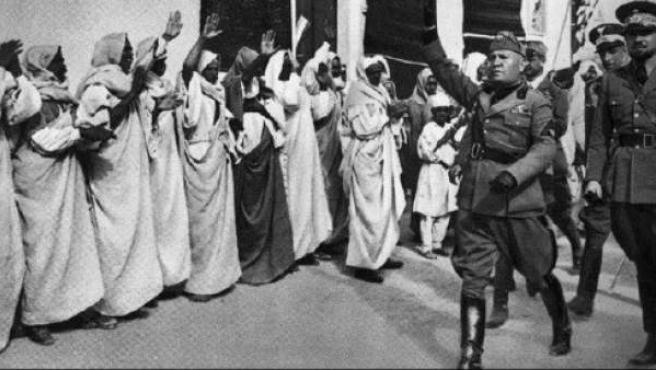
Mussolini na Líbia

Em 1932 terminaria a chamada Pacificação da Líbia, um longo e sangrento conflito que começou em 1923 durante a colonização italiana da Líbia, quando o principal líder dos senussis Omar al-Mukhtar foi capturado e executado. Naquela guerra, houve crimes de guerra cometidos pelos italianos que incluíram o uso de armas químicas, a execução de combatentes que se renderam e o massacre de civis enquanto os senussis eram acusados de torturar e mutilar italianos capturados e recusar-se a fazer prisioneiros. Mais tarde, em 1937, os muçulmanos da Líbia deram a Mussolini a "Espada do Islã", enquanto a propaganda fascista o declarava o "Protetor do Islã".
Eles me ofereceram … esta espada, símbolo de força e justiça … A Itália fascista visa garantir paz, justiça e bem-estar, respeito pelas leis do Profeta às populações muçulmanas da Líbia e da Etiópia, além de mostrar sua simpatia pelo Islã e pelos muçulmanos em todo o mundo.

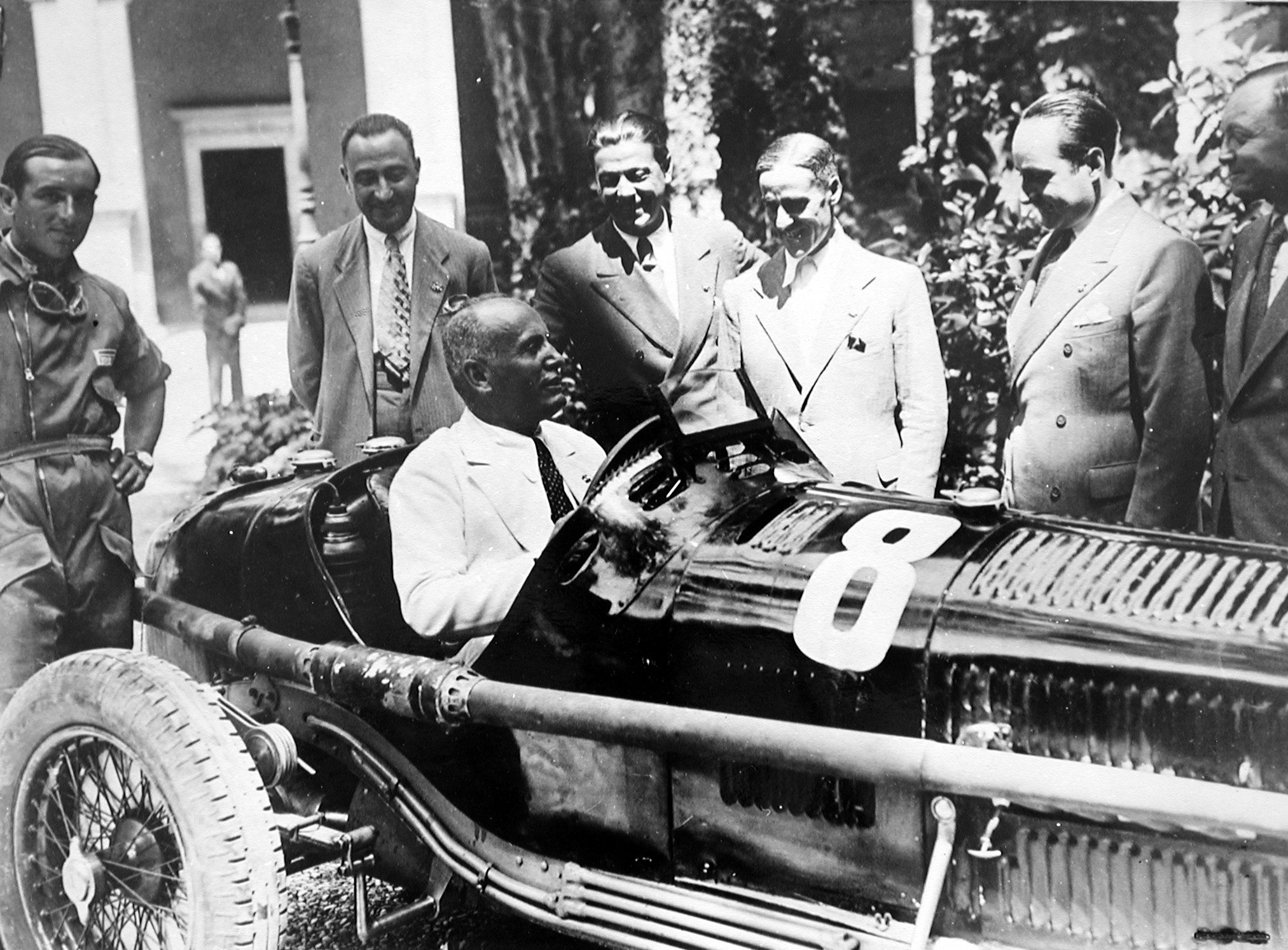
Mussolini, junto com outros líderes fascistas, ficaram fascinados com a velocidade e o movimento da tecnologia moderna. Eles podiam ser vistos voando aviões e dirigindo carros, às vezes, arriscando suas vidas.

Nesse mesmo ano, 1932, Mussolini publicou, com a ajuda de Giovanni Gentile, seu ensaio A Doutrina do Fascismo na Enciclopédia Italiana. No ano seguinte, Mussolini daria à escritora Jane Soames autorização para traduzir seu ensaio para o inglês. No final de 1932 e início de 1933, Mussolini planejou lançar um ataque surpresa contra a França e a Iugoslávia que deveria começar em agosto de 1933, com a crença de que a França estava à beira do colapso desde meados de 1932. A guerra planejada de Mussolini para 1933 só foi interrompida quando ele soube que o Deuxième Bureau francês havia quebrou os códigos militares italianos e que os franceses, tendo sido avisados de todos os planos italianos, estavam bem preparados para o ataque italiano. Em 1934, Mussolini apoiou o estabelecimento da Academia Naval Betar em Civitavecchia para treinar cadetes sionistas sob a liderança de Zeev Jabotinsky, argumentando que um estado judeu seria do interesse da Itália. Inicialmente, Mussolini considerou que o estabelecimento dos judeus na Palestina fortaleceria a Grã-Bretanha já que considerava ao sionismo como um instrumento político de Londres. No entanto, em 1926, apoiou o projeto sionista com a condição de ser independente da influência britânica, reunindo-se com Chaim Weizmann, que se tornaria o primeiro presidente de Israel. Até 1938, Mussolini negou qualquer antissemitismo dentro do fascismo.
Em 1930, Mussolini apoiou movimentos políticos na Alemanha que podiam competir contra os nazistas e eram mais parecidos com o fascismo italiano: o Partido Popular Nacional Alemão, os antigos combatentes do Stahlhem e alguns grupos Freikorps. Mas a ascensão da hegemonia nazista tornou todos esses esforços fúteis. Depois que Adolf Hitler chegou ao poder na Alemanha, em 1933, ameaçando os interesses italianos na Áustria e na bacia do Danúbio, Mussolini propôs o Pacto de Quatro Potências com a Grã-Bretanha, França e Alemanha como um meio de garantir a segurança internacional, embora tivesse elogiado a ascensão de Hitler ao poder enquanto tinha dado algum apoio financeiro ao Partido Nacional-Socialista dos Trabalhadores Alemães (mais conhecido como Partido Nazista) e treinamento aos homens da SA. Em agosto de 1933, Mussolini emitiu uma garantia da independência austríaca e trocaria "cartas secretas" com Engelbert Dollfuss, político austríaco que serviu como Chanceler da Áustria, sobre maneiras de garantir a independência da Áustria em face das reivindicações de Adolf Hitler de unificação com a Alemanha. Mussolini se encontraria com Hitler em Veneza em junho de 1934, onde falariam sobre a Áustria.[carece de fontes?]

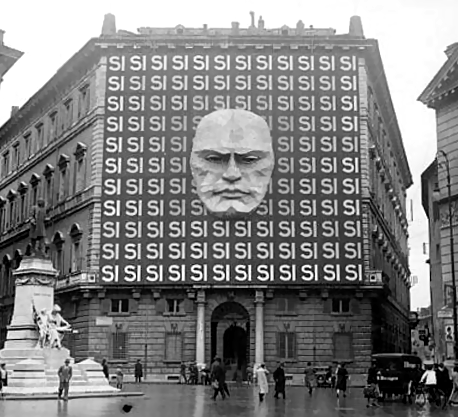
Fachada do Palazzo Braschi, em Roma. Foi feito pelo artista Xanti Schawinsky durante a campanha eleitoral de 1934, mostrando o rosto de Mussolini com a palavra "Sim" repetida várias vezes.

Embora a propaganda apresentasse ambos como aliados, Mussolini desprezava Hitler, apesar da admiração de Hitler por ele, e seu partido até descreveu o livro de Hitler, Mein Kampf, como "enfadonho" e pensava que as ideias de Hitler eram "rudes" e "simplistas". Mussolini estava interessado em que a Áustria formasse uma zona-tampão contra a Alemanha nazista. Dollfuss destacou as semelhanças entre os regimes de Hitler na Alemanha e de Stalin na União Soviética, pensando que o austrofascismo e o fascismo italiano poderiam neutralizar o nazismo e o comunismo na Europa. Em 25 de julho de 1934, Dollfuss foi assassinado por partidários nazistas austríacos. Mussolini não hesitou em atribuir o ataque a Adolf Hitler, dando a notícia pessoalmente à viúva de Dollfuss, que havia sido convidada para sua vila em Riccione com os filhos. Ele também colocou à disposição de Ernst Rüdiger Starhemberg, um nacionalista e político austríaco, um avião que lhe permitiu retornar a Viena. Mussolini mobilizou parte do exército italiano na fronteira austríaca e ameaçou Hitler com a guerra no caso de uma invasão alemã da Áustria. Então ele anunciou:
A independência da Áustria, pela qual caiu, é um princípio que foi e será defendido pela Itália com ainda mais vigor.
Mais tarde, ele substituiu na praça principal de Bolzano a estátua de Walther von der Vogelweide, um trovador germânico, pela de Druso, um general romano que conquistou parte da Alemanha. Dollfuss era o principal aliado de Mussolini. A tentativa dos nazistas austríacos de tomar o poder falhou. Anos depois, tendo a Itália como aliada, Hitler anexaria a Áustria. Mussolini promoveria, em 1935, junto com o Primeiro-Ministro britânico Ramsay MacDonald, a Conferência de Stresa com o objetivo de reafirmar o Tratado de Locarno e resistir a qualquer tentativa futura da Alemanha de alterar o Tratado de Versalhes. Este tratado seria quebrado após a invasão da Abissínia pela Itália.
Após o assassinato de Dollfuss, Mussolini rejeitou muito do racialismo e antissemitismo defendido por Hitler e, em vez disso, enfatizou a "italianização" das partes do Império Italiano que ele desejava construir. Ele afirmou que as ideias de eugenia e o conceito racialmente carregado de uma nação ariana não eram possíveis. Mussolini rejeitou a ideia de uma raça superior como "absurda, estúpida e idiota". Ao discutir o decreto nazista de que o povo alemão deveria portar um passaporte com afiliação racial ariana ou judaica marcada nele, em 1934, Mussolini se perguntou como eles designariam a adesão à "raça germânica":
Mas que raça? Existe uma raça alemã? Ela já existiu? Ela existe? Realidade, mito ou engano dos teóricos?
Bem, respondemos, não existe uma raça germânica…Nós repetimos. Não existe. Nós não dizemos. Cientistas dizem isso. Hitler diz isso. 
Em um discurso proferido em Bari em 1934, Mussolini diria referindo-se aos alemães e à ideologia nazista:
Trinta séculos de história nos permitem olhar com devoção suprema para certas doutrinas que são pregadas além dos Alpes pelos descendentes dos analfabetos quando Roma teve César, Virgílio e Augusto.
Mussolini viu a Copa do Mundo de 1934, a ser realizada na Itália, como uma poderosa ferramenta de propaganda. Na final, os italianos enfrentaram os checoslovacos. Mussolini, na noite anterior ao jogo, aproximou-se deles dizendo: "se os checos jogarem limpo, jogaremos limpo. Isso é o mais importante, mas se quiserem jogar sujo, os italianos têm de jogar mais sujo". Na próxima edição da Copa do Mundo, realizada na França em 1938, Mussolini queria que sua equipe ganhasse para que os rumores de supostas compras de árbitros fossem descartados. Antes da final, Mussolini enviou um telegrama desejando felicidades a sua equipe, embora se espalhem rumores de que o telegrama dizia: "Vencer ou morrer". A seleção italiana venceu o húngaro e o presidente francês, Albert Lebrun, ficou encarregado de entregar a taça ao capitão Giuseppe Meazza. Ao chegar à Itália, Mussolini entregou aos jogadores de futebol um prêmio de 8 000 liras.
Inauguraria uma estátua a Simón Bolívar em abril de 1934. Mussolini considerava que Bolívar "contribuiu com um trabalho verdadeiramente revolucionário e criativo para lançar as bases da América Latina de hoje"  (ver: Fascismo na América do Sul). Em 1935, Mussolini foi nomeado duas vezes ao Prêmio Nobel da Paz, a primeira nomeação feita pelos professores da Faculdade de Direito da Universidade de Giessen e a segunda feita por Gilbert Gidel. Em 1936, Mussolini ordenaria a retirada do pedestal da estátua do imperador romano Nero.

### O corporativismo fascista

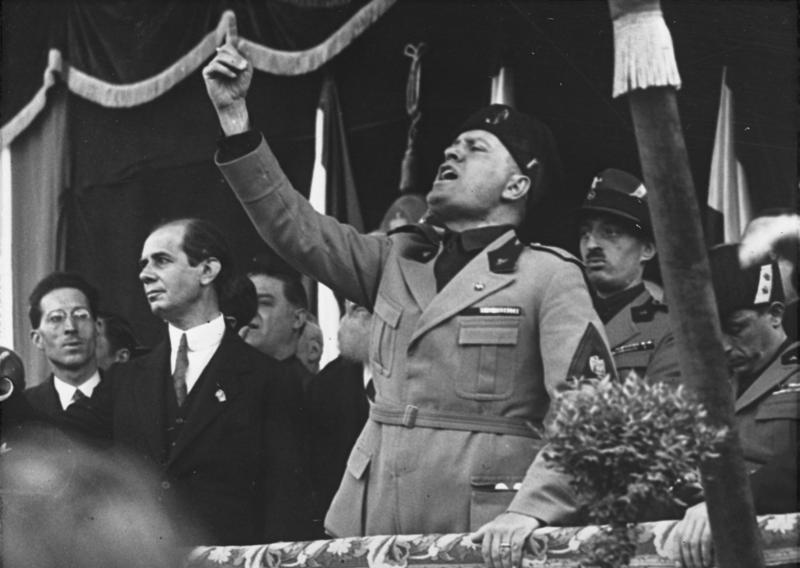
Mussolini em Milão, 1930

Na área econômica iniciou um programa de construção de obras públicas, investimentos em educação de base, propaganda fascista nas escolas e introdução de novas técnicas de agricultura. Mussolini acompanhou suas medidas econômicas com propaganda por parte dos meios de comunicação (agora controlados pelo Estado) para dar a ideia de modernidade e progresso. Em 1932, Antonio Mosconi, que estava no comando da economia desde 1928 depois de suceder Giuseppe Volpi, deixou o cargo por desentendimento com Mussolini e foi substituído por Guido Jung. Ele reduziria a capacidade de gastos militares de 32% para 25% e, em vez disso, aumentaria os fundos destinados à construção de grandes obras públicas. Nesse mesmo ano aconteceria o II Congresso de Estudos Sindicais e Corporativos de Ferrara, onde Ugo Spirito apresentaria a ideia da "corporação proprietária" que seria apoiada por Mussolini. Devido à Crise de 29, o Istituto per la Ricostruzione Industriale (IRI) foi criado em 1933, com ajuda de Guido Jung e Alberto Beneduce, com o objetivo de salvar os principais bancos italianos da falência. Naquele ano, Mussolini argumentaria que a Itália não era "uma nação capitalista no sentido atual da palavra", acrescentando que:
Hoje podemos afirmar, que o modo de produção capitalista foi superado, e com ele, a teoria do liberalismo econômico que o explicou e o elogiou … Chegamos a um momento extremamente grave da situação; a Liga das Nações perdeu tudo o que poderia ser de importância política e significado histórico … A resolução que apresentei ontem à noite descreveu o sistema corporativo como pretendemos e desejamos criar; e também definiu suas finalidades e objetivos … Com a criação da Milícia, defesa armada do Partido e da Revolução, e do Grande Conselho, órgão supremo da Revolução, entramos definitivamente no caminho da Revolução, depois de desferir um golpe mortal em tudo que defendia a teoria e a prática do liberalismo. Hoje também estamos enterrando o liberalismo econômico … O corporativismo substitui o socialismo e substitui o liberalismo; estabelece uma nova síntese.
Para Mussolini, o capitalismo não devia ser confundido com a burguesia, pois o capitalismo era "um modo de produção específico". Entretanto, para Mussolini, o "espírito burguês" era uma ameaça ao regime fascista, proclamando o princípio da "revolução contínua" contra esta ameaça. Mussolini expressaria que o capitalismo passou por diferentes fases, estas fases eram: capitalismo heróico (que se tinha desenvolvido entre 1830 - 1870), capitalismo estático (1870 - 1914) e supercapitalismo ou capitalismo decadente. A última etapa do capitalismo, o supercapitalismo, foi caracterizada pela "utopia do consumo ilimitado", a uniformização dos seres humanos e pela conversão das empresas em fenômeno social, deixando de ser fenômeno econômico. Naquele momento, as empresas capitalistas "achando-se em dificuldades, atira-se nos braços do Estado; é o momento em que se torna cada vez mais necessária a intervenção do Estado". As empresas, portanto, ao apelarem "ao capital de todos" deixam "o seu carácter privado" e tornam-se "um facto público ou, se quiserem, social". Mussolini pensava no sistema socialista marxista em termos de supercapitalismo de estado e identificaria quatro tipos de intervenção estatal: liberal, comunista, norte-americano e fascista. Vendo o New Deal do presidente dos Estados Unidos, Franklin D. Roosevelt, Mussolini consideraria aquele programa uma cópia das políticas econômicas fascistas.
O corporativismo, como pensava Mussolini, foi gradualmente implantado na Itália, especialmente a partir de 1925. Mussolini considerou que o liberalismo político havia sido superado em 1923 com a criação do Grande Conselho Fascista, enquanto o liberalismo econômico em 1933. Para ele, o corporativismo representa uma nova "fase da civilização" após a queda do capitalismo, passando de uma economia baseada "no lucro individual" para uma centrada no "interesse coletivo", onde um dos seus aspectos seria alcançar a "justiça social mais elevada". Além disso, Mussolini previu que o corporativismo, diante da crise geral do capitalismo, era a opção mais viável que outros países poderiam aplicar. Mussolini iniciou esforços para expandir a doutrina fascista. Em 1933, Mussolini coordenou a criação do Comitati d'Azione per l'Universalità di Roma (CAUR), onde foi estabelecida a base de uma Internacional Fascista semelhante à Internacional Comunista.
Em 5 de fevereiro de 1934, foram constituídas legalmente as corporações que se destinavam a dirigir os setores da vida econômica na Itália. O IRI se tornaria o proprietário e operador de fato de um grande número de bancos e empresas, controlando, em janeiro de 1934, 48,5% do capital social da Itália. Em maio de 1934, enquanto o processo de aquisição de ativos bancários estava sendo desenvolvido pelo IRI, Mussolini anunciou que:
Quem ainda fala em economia liberal me faz rir, rir ou chorar, ambos ao mesmo tempo. Mas três quartos da economia industrial e agrícola italiana estão nas mãos do Estado. E se eu me atrever a introduzir o capitalismo de estado ou o socialismo de estado na Itália, que é o reverso da medalha, terei as condições subjetivas e objetivas necessárias para fazê-lo.
Em 1935 instituiu controle de preços para tentar combater a inflação. Seu projeto visava transformar o país auto-suficiente, através de medidas como protecionismo comercial. Os discursos e disposições sobre a implementação do corporativismo seriam coletados no livro O Estado Corporativo.

### Aliança com Hitler
Na década de 1930 a Itália Fascista tentaria estabelecer um lugar entre as nações europeias importantes, dirigindo sua atenção quase exclusivamente para as relações exteriores. No âmbito externo, tentou cultivar boas relações com os vizinhos europeus, mas as desavenças eram crescentes com o Reino Unido e com a França, especialmente quando o assunto era as possessões coloniais na África, porque Mussolini queria emular o Império Romano e criar um império aumentando suas posses coloniais. Assim, buscou se aproximar mais e mais da Alemanha de Adolf Hitler, apesar de seus esforços iniciais para conter o poder da Alemanha nazista. Em 1935, invadiu a Abissínia - atual Etiópia (Segunda Guerra Ítalo-Etíope), perdendo assim o apoio da França e da Inglaterra, até então seus aliados políticos. Esta campanha militar fez mais de meio milhão de mortos entre os africanos, face a cerca de 5 000 baixas do lado italiano. Foram usadas armas químicas contra a população local, um facto que não foi noticiado na imprensa italiana, controlada por Mussolini. A Itália foi duramente criticada na Liga das Nações, mas Hitler, que havia removido a Alemanha da Liga em 1933, apoiou a ação de Mussolini. Só então foi feito em aliança com Adolf Hitler, com quem firmaria vários tratados (Hitler chegou a enviar 10 mil rifles Mauser para a Abíssinia e 10 milhões de cartuchos). O imperador Haile Selassie foi forçado a fugir do país e a Itália entrou na capital, Adis Abeba, para proclamar um império em maio de 1936, tornando a Etiópia parte da África Oriental italiana. Após as sanções impostas à Itália, que entrou em vigor em 18 de novembro de 1935, por sua política imperialista, o processo de obtenção da autarquia foi acelerado. Mussolini diria em 1936:
18 de novembro de 1935 é agora uma data que marca o início de uma nova etapa na história italiana… A nova etapa da história italiana será dominada por este postulado: alcançar o mais rápido possível a máxima autonomia na vida econômica da nação… Portanto, a questão das matérias-primas deve ser levantada, de uma vez por todas, não nos termos em que o liberalismo se rendeu e se resignou a uma inferioridade eterna da Itália… Em vez disso, é preciso dizer: a Itália não possui certas matérias-primas, e esta é uma razão fundamental para suas necessidades coloniais… Chego agora a um ponto muito importante em meu discurso: o que chamarei de "plano mestre" da economia italiana no próximo período fascista. Este plano é dominado por uma premissa: a inevitabilidade da nação ser chamada à guerra…
Posteriormente, ele afirmaria já focando no aspecto econômico:
Como eu disse em Milão em outubro de 1934, o regime fascista não pretende nacionalizar ou, pior ainda, tornar funcional toda a economia da nação; só precisa ser controlado e disciplinado por meio de corporações… as corporações são órgãos do estado, mas não apenas órgãos burocráticos do estado… Quanto à grande indústria que trabalha direta ou indiretamente para a defesa da nação e formou seu capital com subscrição de ações, e a outra indústria que se desenvolveu para se tornar capitalista ou supercapitalista, que levanta problemas que não são mais de natureza econômica mas social, ela se constituirá em grandes unidades correspondentes às chamadas indústrias-chave e adquirirá um caráter especial na órbita do Estado… Essas indústrias - por causa de seu caráter e volume e por causa de sua importância decisiva para fins de guerra - vão além dos limites da economia privada para entrar no campo da economia estatal e para-estatal. A produção que fornecem tem um único comprador: o Estado… O fascismo nunca pensou em reduzir tudo ao mais alto denominador comum do estado; isto é, ao transformar toda a economia da nação em um “monopólio estatal”: as corporações regulam e o Estado não o resume senão no setor que lhe interessa… Nesta economia com aspectos necessariamente variados… os trabalhadores tornam-se - com igualdade de direitos e deveres - empregados da empresa, bem como provedores de capital ou gerentes técnicos…
Em setembro de 1937, Mussolini fez uma visita oficial à Alemanha, onde encontrou um longo desfile de tropas, artilharia e equipamento militar. Essas demonstrações de força foram obviamente convocadas para impressionar o líder italiano, e funcionou. Em 29 de setembro de 1937, Mussolini anunciou que o fascismo e o nacional-socialismo tinham muitos pontos em comum: uma rejeição do materialismo histórico e um compromisso com a eficácia de uma vontade determinada, corajosa e tenaz, e falou das necessidades de independência econômica e da correspondente preparação militar de ambos os regimes. Em novembro, Mussolini indicaria que a Itália Fascista não mais obstruiria as tentativas alemãs de anexar a Áustria ao Reich.
Embora Mussolini inicialmente expressasse sua desaprovação da política racista expressa pelos nazistas, a partir de 1938, ao mesmo tempo que a aliança com a Alemanha, o regime fascista introduziu o Manifesto da Raça e promulgou uma série de decretos, todos eles conhecidos como leis raciais fascistas, que introduziram disposições segregacionistas contra os judeus italianos e os súditos de cor do Império. Estas foram lidas pela primeira vez em 18 de setembro de 1938 em Trieste por Mussolini da sacada da Câmara Municipal por ocasião de sua visita à cidade. Mesmo após a introdução das leis raciais fascistas, Mussolini continuou a fazer declarações contraditórias sobre raça, chegando a declarar em 1938 que era racista desde 1921. Mussolini, através do uso do trabalho de Julius Evola, tentaria reduzir a distância ideológica entre o fascismo e o nazismo, pois acreditava que não havia outra escolha senão seguir a Alemanha no que ele esperava que fosse um conflito de curta duração. A partir de tais circunstâncias, era essencial reduzir a distância ideológica entre os dois regimes, embora ele não tivesse intenção de permitir que as teorias raciais nazistas encontrassem um lugar dentro da doutrina fascista. Muitos altos funcionários do governo disseram aos representantes judeus que o anti-semitismo na Itália fascista acabaria em breve. Hitler ficou desapontado com a falta de anti-semitismo de Mussolini, assim como Joseph Goebbels, que afirmou que "Mussolini parece não ter reconhecido a questão judaica". O teórico racial nazista Alfred Rosenberg criticou a Itália Fascista por sua falta do que ele definiu como um verdadeiro conceito de 'raça' e 'judaísmo', enquanto o virulentamente racista Julius Streicher, escrevendo para o jornal não oficial de propaganda nazista Der Stürmer, considerou Mussolini um fantoche judeu e lacaio. O anti-semitismo era impopular entre os partidários fascistas; uma vez, quando um estudioso fascista protestou a Mussolini sobre o tratamento dos judeus, Mussolini disse:
Concordo totalmente com você. Não acredito em nada na estúpida teoria anti-semita. Estou perseguindo minha política inteiramente por razões políticas.
Em 1938, Mussolini começou a reavaliar seu anticlericalismo. Ele às vezes se referia a si mesmo como um "descrente absoluto", e uma vez disse a seu gabinete que "o Islã talvez fosse uma religião mais eficaz do que o Cristianismo" e que "o Papado era um tumor maligno no corpo da Itália e precisava ser 'extirpado de uma vez por todas', porque não havia lugar em Roma para o Papa assim como para ele". Após a anexação da Áustria à Alemanha, Mussolini pediu ao Papa Pio XI que excomungasse Hitler. Por outro lado, Mussolini consideraria Josef Stalin um "criptofascista". Mussolini receberia de Stalin as instruções para as cerimônias do "Dia de Maio".
De 1937 a 1939, Mussolini abertamente encorajou os italianos a promover uma atitude anti-burguesa, fazendo com que os italianos enviassem caricaturas anti-burguesas para serem publicadas em jornais. Em 1938, Mussolini intensificou uma campanha de relações públicas contra a burguesia italiana, acusando-a de preferir o lucro privado à vitória nacional. Mussolini identifica o burguês como inimigo número um da revolução fascista, concluindo, em um discurso, que o “espírito burguês … deve ser isolado e destruído”.
Entre 1936 e 1939, Mussolini enviou vários destacamentos para se juntar aos falangistas de Francisco Franco, a quem considerava um "idiota", durante a Guerra Civil Espanhola e enviou fundos para o líder árabe Mohammad Amin al-Husayni e seus aliados durante a Revolta Árabe na Palestina contra a Grã-Bretanha. Mussolini estaria presente no Acordo de Munique, onde seria decidida a transferência dos territórios da Checoslováquia para a Alemanha. Hitler diria:
Meu bom amigo Benito Mussolini me pediu para atrasar as ordens de marcha do exército alemão por vinte e quatro horas e eu aceitei. Claro, isso não foi uma concessão, já que a data da invasão foi marcada para 1º de outubro de 1938.
Um acordo foi alcançado em 29 de setembro e, por volta de 1h30 de 30 de setembro de 1938, Adolf Hitler, Neville Chamberlain, Benito Mussolini e Édouard Daladier assinaram o Acordo de Munique. Além de seu italiano nativo, Mussolini falava inglês, francês com sotaque, mas fluente, e alemão questionável (seu orgulho significava que ele não usava um intérprete alemão). Isso foi notável na Conferência de Munique, já que nenhum outro líder nacional falava outra coisa senão sua língua materna; Mussolini foi descrito como efetivamente o "intérprete principal" da Conferência.

### Ações pré-guerra

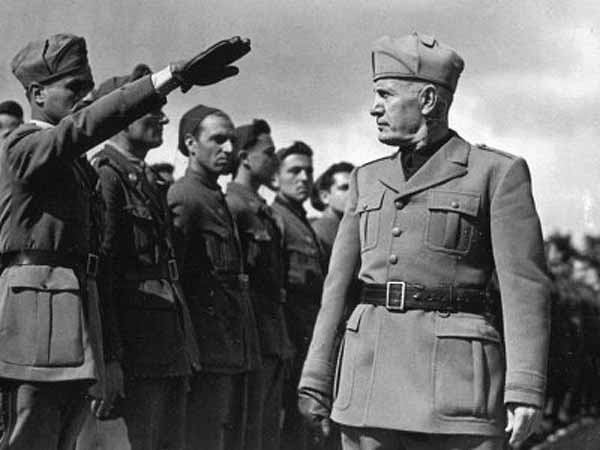
Mussolini passando em revista a suas tropas durante a Guerra Ítalo-Etíope.

No final dos anos 1930, a obsessão de Mussolini com a demografia o levou a concluir que a Grã-Bretanha e a França haviam acabado como potências, e que a Alemanha e a Itália estavam destinadas a governar a Europa, pelo menos por causa de sua força demográfica. Mussolini afirmou sua crença de que o declínio nas taxas de natalidade na França foi "absolutamente horrível" e que o Império Britânico estava condenado porque um quarto da população britânica tinha mais de 50 anos. Como tal, Mussolini acreditava que uma aliança com a Alemanha era preferível um alinhamento com a Grã-Bretanha e a França, já que era melhor aliar-se aos fortes do que aos fracos. Mussolini via as relações internacionais como uma luta social darwiniana entre nações "viris" com altas taxas de natalidade que estavam destinadas a destruir nações "decadentes" com baixas taxas de natalidade. Mussolini acreditava que a França era uma nação "fraca e velha" e ele não tinha interesse em uma aliança com a França.
Tal era a crença de Mussolini de que o destino da Itália era governar o Mediterrâneo por causa da alta taxa de natalidade da Itália que ele negligenciou muito do planejamento e dos preparativos sérios necessários para uma guerra com as potências ocidentais. Os únicos argumentos que impediram Mussolini de se alinhar completamente com Berlim foram sua consciência da fraqueza econômica e militar da Itália, o que significa que ele precisava de mais tempo para se rearmar, e seu desejo de usar os Acordos de Páscoa de abril de 1938 como uma forma de dividir a Grã-Bretanha da França.
Em 30 de novembro de 1938, Mussolini convidou o embaixador francês André François-Poncet para assistir à inauguração da Câmara dos Deputados italiana, durante a qual os deputados reunidos, a seu sinal, começaram a se manifestar ruidosamente contra a França, gritando que A Itália deve anexar "Tunísia, Nice, Córsega, Sabóia!", Que foi seguida pelos deputados que marcharam nas ruas carregando cartazes. O primeiro-ministro francês Édouard Daladier foi rápido em rejeitar as demandas italianas de concessões territoriais e, durante grande parte do inverno de 1938 - 1939, França e Itália estiveram à beira da guerra.
Em janeiro de 1939, o primeiro-ministro britânico Neville Chamberlain visitou Roma, durante a qual a visita de Mussolini soube que embora a Grã-Bretanha desejasse melhores relações com a Itália, e estivesse disposta a fazer concessões, não cortaria todos os laços com a França. para o bem de uma relação anglo-italiana melhorada. Com isso, Mussolini ficou mais interessado na oferta alemã de uma aliança militar, que havia sido feita pela primeira vez em maio de 1938. Em fevereiro de 1939, Mussolini fez um discurso para o Grande Conselho Fascista, durante que proclamava sua crença de que o poder de um Estado é "proporcional à sua posição marítima" e que a Itália era "prisioneira no Mediterrâneo e quanto mais populosa e poderosa a Itália se torna, mais sofrerá sua prisão. As grades desta prisão são Córsega, Tunísia, Malta, Chipre: as sentinelas nesta prisão são Gibraltar e Suez".
Em 21 de março de 1939, durante uma reunião do Grande Conselho Fascista, Italo Balbo acusou Mussolini de "lamber as botas de Hitler", criticou a política externa pró-alemã do Duce por levar a Itália ao desastre e observou que a "abertura A Grã-Bretanha" ainda existia e não era inevitável que a Itália tivesse que se aliar à Alemanha. Em abril de 1939, Mussolini ordenou a invasão italiana da Albânia. A Itália derrotou a Albânia em apenas cinco dias, forçando o Rei Zog a fugir e estabelecendo um período de Albânia sob a Itália.
O acordo do Eixo de 1936 com a Alemanha foi reforçado com a assinatura do Pacto de Aço em 22 de maio de 1939, que uniu a Itália fascista e a Alemanha nazista em uma aliança militar total. Essa aliança, à qual o Japão se juntaria, levaria o mundo à Segunda Guerra Mundial. Hitler sugeriu a Mussolini que ele invadisse a Iugoslávia. A oferta era tentadora, embora naquela época uma guerra fosse um desastre para a Itália devido à sua parca situação de armas. Quando a Segunda Guerra Mundial começou, a Itália não estava envolvida no conflito. Mussolini pensaria em fazer uma campanha na imprensa "para explicar aos italianos que o bolchevismo (estava) morto e (tinha) dado lugar a uma espécie de fascismo eslavo", mas foi dissuadido por Galeazzo Ciano. No entanto, quando os nazistas prenderam 183 professores da Universidade Jaguelônica em Cracóvia, Polônia, em 6 de novembro de 1939, Mussolini interveio pessoalmente, conseguindo a libertação de 101 poloneses. Em 4 de dezembro de 1939, Galeazzo Ciano escreveu que:
O Duce acaba de saber de um relatório sobre as atrocidades cometidas pelos nazistas na Polônia. Ele recomendou que eu encaminhasse as informações contidas naquele relatório aos jornais aliados. O mundo precisa saber desses fatos.

## Na Segunda Guerra Mundial

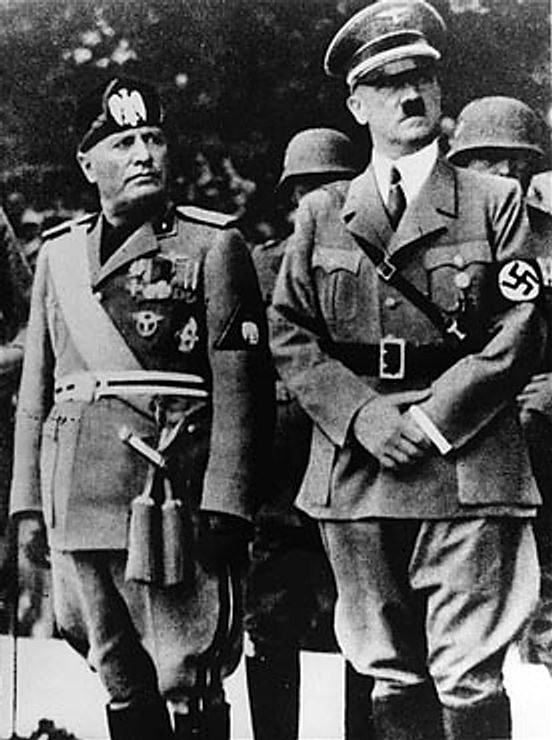
Benito Mussolini e Adolf Hitler.

### Guerra declarada
Convencido de que a guerra logo terminaria, com uma vitória alemã provavelmente à vista, Mussolini decidiu entrar na guerra do lado do Eixo. Consequentemente, a Itália declarou guerra à Grã-Bretanha e à França em 10 de junho de 1940. Mussolini via a guerra contra a Grã-Bretanha e a França como uma luta de vida ou morte entre ideologias opostas - o fascismo e as "democracias plutocráticas e reacionárias do Ocidente“ - descrevendo a guerra como "a luta dos povos pobres mas ricos de trabalhadores contra os exploradores que se apegam ferozmente ao monopólio de todas as riquezas e ouro da terra; a luta dos férteis e dos jovens contra os estéreis que se movem para o pôr-do-sol; é a luta entre dois séculos e duas ideias”, e como um "desenvolvimento lógico da nossa Revolução”. Em 12 de fevereiro de 1941, Francisco Franco reuniu-se com Mussolini, por instrução de Hitler, para decidir a entrada da Espanha na guerra na reunião conhecida como a Entrevista de Bordighera. Em 23 de fevereiro, Mussolini declarou que eles estavam "em guerra desde 1922" sendo sua "revolução" defendida do "mundo maçônico, democrático e capitalista" e lutando contra "o liberalismo mundial, a democracia e a plutocracia", acrescentando que:
Quando a guerra terminar, na revolução social mundial que seguirá uma distribuição mais justa das riquezas da terra, será necessário levar em conta os sacrifícios e a disciplina mantidos pelos trabalhadores italianos. A revolução fascista dará mais um passo decisivo para encurtar as distâncias sociais.
Mussolini disse ao Conselho de Ministros em 5 de julho que sua única preocupação era que a Alemanha pudesse derrotar a União Soviética antes que os italianos chegassem. No inverno de 1941, Mussolini falou de um programa de socialização onde os trabalhadores faziam parte do governo fascista que considerava realizá-lo depois de vencer a guerra.
Depois do ataque japonês a Pearl Harbor, ele declarou guerra aos Estados Unidos em 11 de dezembro de 1941. Uma evidência sobre a resposta de Mussolini ao ataque a Pearl Harbor vem do diário de seu ministro das Relações Exteriores, Galeazzo Ciano:
Uma ligação noturna de Ribbentrop. Ele está muito feliz com o ataque japonês aos Estados Unidos. Ele está tão feliz com isso que estou feliz com ele, embora não tenha certeza dos benefícios finais do que aconteceu. Uma coisa agora é certa, que os Estados Unidos entrarão no conflito e que o conflito será tão longo que ele será capaz de realizar todas as suas forças potenciais. Esta manhã eu disse ao Rei que ficou satisfeito com o evento. Ele acabou admitindo que, no longo prazo, pode estar certo. Mussolini também estava feliz. Há muito que favorece um esclarecimento definitivo das relações EUA-Eixo.
Mussolini iria lutar contra os Aliados e, após várias e quase consecutivas derrotas, apesar do apoio militar alemão e sobretudo depois do desembarque aliado na Sicília, caiu em desgraça, embora nessa fase ele estivesse considerando realizar a socialização da economia. Estava ciente de que a Itália não estava preparada para uma longa guerra, mas escolheu permanecer no conflito a fim de não abandonar os territórios ocupados e as ambições imperialistas fascistas.
Mussolini se encontraria com o embaixador japonês, Shinrokurō Hidaka, que havia esperado três semanas por uma audiência de cortesia. Hidaka ouviu Mussolini solicitar que o primeiro-ministro japonês, general Hideki Tōjō, contatasse Hitler e o convencesse a chegar a um acordo com Stalin, caso contrário, a Itália seria vista saindo da aliança. Mussolini seria derrubado e preso em 25 de julho de 1943, sendo substituído por Pietro Badoglio. Naquela época, o descontentamento com Mussolini era tão intenso que, quando a notícia de sua queda foi anunciada no rádio, não houve resistência de qualquer espécie. As pessoas se alegraram porque acreditavam que o fim de Mussolini também significava o fim da guerra. Depois da queda do poder em 1943, Mussolini começou a falar "mais sobre Deus e as obrigações da consciência", embora "ainda tivesse pouco uso dos sacerdotes e dos sacramentos da Igreja". Ele também começou a traçar paralelos entre ele e Jesus Cristo. A viúva de Mussolini, Rachele, afirmou que seu marido permaneceu "basicamente irreligioso até os últimos anos de sua vida".
Foi libertado pelos pára-quedistas SS alemães do hotel/prisão no Gran Sasso em 12 de setembro de 1943 em ação de resgate chamada de Operação Carvalho liderada por Otto Skorzeny, conhecida como Operação Eiche (Carvalho). O resgate salvou Mussolini de ser entregue aos Aliados de acordo com o armistício.

### República Social Italiana

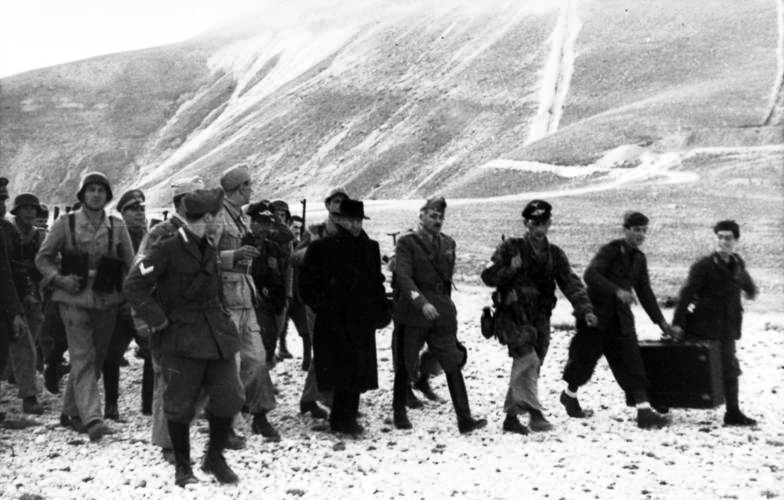
Mussolini resgatado por tropas alemãs de sua prisão em Campo Imperatore no Gran Sasso em 12 de setembro de 1943.

Três dias após seu resgate, Mussolini foi levado à Alemanha para um encontro com Hitler em Rastenburg, em seu quartel-general na Prússia Oriental. Apesar das profissões públicas de apoio, Hitler estava claramente chocado com a aparência desleixada e abatida de Mussolini, bem como sua relutância em ir atrás dos homens em Roma que o derrubaram. Mussolini concordou em estabelecer um novo regime, a República Social Italiana. Mussolini procurou Nicola Bombacci, um dos fundadores do Partido Comunista Italiano, para ajudá-lo a espalhar a ideia de que o fascismo era um movimento progressista. Mussolini considerou a ideia de chamar sua nova república de "República Socialista Italiana". Em 13 de setembro de 1943, o Partido Republicano Fascista seria estabelecido como o sucessor do Partido Nacional Fascista. Mussolini nomearia Alessandro Pavolini como "secretário provisório do Partido Nacional Fascista, que a partir de agora será chamado de Partido Republicano Fascista". Estimulado por Mussolini, o Partido Republicano Fascista assume posições populistas e lança ataques ao capitalismo. Mussolini argumentou que a "burguesia plutocrática", juntamente com a monarquia e alguns elementos militares, havia comprometido o curso da guerra, além de desviar o curso do fascismo revolucionário. Ao suprimir a monarquia junto com os principais líderes da indústria, ele pretendia que o fascismo pudesse fazer do trabalho a "base inabalável do Estado", perseguindo assim sua própria revolução social.
Em 18 de setembro, Mussolini anunciou a formação do República Social Italiana:

O Estado que queremos estabelecer será nacional e social no sentido mais amplo da palavra: isto é, será fascista no sentido de nossas origens. Enquanto esperamos que o movimento se desenvolva até que se torne irresistível, nossos postulados são os seguintes:
1. Pegar em armas com a Alemanha, Japão e outros aliados: só o sangue pode apagar uma página tão vergonhosa da história do país;
2. Preparar, sem demora, a reorganização de nossas Forças Armadas em torno das formações de Milícias; somente aqueles que são animados pela fé e lutam por uma ideia não medem a magnitude do sacrifício;
3. Eliminar os traidores e em particular aqueles que, até às 21h30 do dia 25 de julho, foram militantes, por vezes durante vários anos, nas fileiras do partido e passaram para as fileiras do inimigo;

4. Aniquilar as plutocracias parasitas e finalmente fazer funcionar a questão da economia e da base inabalável do Estado.
A República Social Italiana (RSI) foi proclamada em 23 de setembro, com Mussolini como chefe de estado e primeiro-ministro. O RSI reivindicou Roma como sua capital, mas a capital de fato tornou-se a pequena cidade de Salò no Lago Garda, a meio caminho entre Milão e Veneza, onde Mussolini residia. No dia 27 de outubro, Mussolini anunciou "a preparação da Grande Assembleia Constituinte, que lançará as bases sólidas da República Social Italiana". Mussolini, junto com Nicola Bombacci e outros apoiadores, com base nas ideias de Ugo Spirito, Ivanovyč Nestor Machno, no socialismo fabiano e no distribucionismo geseliano, prepararia o Manifesto de Verona que foi aprovado em 14 de novembro de 1943. O preâmbulo indica a "continuação da guerra junto com a Alemanha e o Japão até a vitória final". O Manifesto de Verona declarou os que pertenciam à "raça hebraica" como estrangeiros e, durante a guerra, como inimigos, também foi estabelecido que:
A Assembleia Constituinte, potência soberana de origem popular, será convocada para declarar a abolição da Monarquia e a condenação solene do último rei como traidor e desertor e, uma vez proclamada a República Social, nomeará o seu Chefe.
Além de:

O objetivo essencial da política externa deve ser a unidade, independência e integridade territorial da pátria nos limites marítimos e alpinos indicados pela natureza, pelo sacrifício de sangue e pela história, limites ameaçados pelo inimigo com a invasão e com as promessas ao governo que se refugia em Londres. Outro propósito essencial será tornar indispensável a necessidade de espaços vitais para um povo de 45 milhões de habitantes, localizada em área suficiente para alimentá-la. Tal política também será adotada para a realização de uma comunidade europeia, com a federação de todas as nações que aceitam os seguintes princípios fundamentais: a) Eliminação das seculares intrigas britânicas em nosso continente. b) Abolição do sistema capitalista interno e luta contra as plutocracias mundiais. c) Valorização, em benefício dos povos europeus e autóctones, dos recursos naturais da África, com absoluto respeito por aqueles povos, especialmente os muçulmanos, que, como o Egito, já estão civil e nacionalmente organizados.
E:

- A base e objeto primário da República Social é o trabalho manual, técnico e intelectual em todas as suas manifestações.

- A propriedade privada, fruto do trabalho e da poupança individual, integração da personalidade humana, é garantida pelo Estado. Entretanto, não pode se tornar um desintegrador da personalidade física e moral de outros homens, através da exploração de seu trabalho.

- Dentro da economia nacional, tudo o que, pelas suas dimensões ou funções, ultrapasse os limites particulares para entrar na esfera do interesse nacional, recai na intervenção do Estado. Os serviços públicos e, consequentemente, a produção de guerra, devem ser administrados pelo Estado por meio de entidades paraestatais.
Estabelecendo a "socialização da economia":

Em cada empresa (industrial, privada, estatal, paraestatal) os representantes dos técnicos e dos trabalhadores cooperam intimamente (através de um conhecimento direto da administração) na fixação justa dos salários, assim como na distribuição justa dos lucros, entre o fundo de reserva, o fruto do capital social e a participação dos próprios trabalhadores nos lucros. Em algumas empresas, isto poderia ser implementado concedendo amplas prerrogativas às atuais comissões de fábrica. Em outros casos, substituindo os Conselhos de Administração por Conselhos de Gestão compostos por técnicos e trabalhadores e um representante do Estado. Finalmente, também pode ser realizada por meio de uma cooperativa parassindical.
Mussolini concebeu a República Social Italiana como uma "Itália sem Mussolini" que "a restauração monárquica e capitalista" não poderia reverter devido ao processo de socialização da economia que pretendia legar "uma economia socializada à Itália do pós-guerra". Mussolini afirmou que nunca abandonou suas influências socialistas e que nos anos 1939–1940 planejou a nacionalização da propriedade privada e que a guerra o induziu a adiá-la. O processo de socialização seria visto com preocupação pelos industriais, tanto italianos quanto alemães, e considerado uma farsa por parte dos trabalhadores. A implementação total do processo de socialização estava prevista para 25 de abril de 1945, porém, após derrotar o fascismo, os membros do Comitê de Libertação Nacional cancelariam o projeto, embora cerca de 6 000 empresas já tenham sido socializadas, como a FIAT.
A República Social Italiana se tornaria um protetorado da Alemanha nazista. A caça aos judeus começaria em território italiano, sendo recompensada com dinheiro. Até setembro de 1943, a Alemanha não fez nenhuma tentativa séria de forçar Mussolini e a Itália Fascista a entregar os judeus italianos. No entanto, eles ficaram irritados com a recusa da Itália em prender e deportar sua população judaica, sentindo que isso encorajava outros países aliados às potências do Eixo a recusarem também. Em dezembro de 1943, Mussolini fez uma confissão ao jornalista e político Bruno Spampanato, indicando que lamentava o "Manifesto da Raça":

O Manifesto Racial poderia ter sido evitado. Foi a abstrusão científica de alguns professores e jornalistas, um ensaio alemão meticuloso traduzido para o italiano ruim. Está longe do que eu disse, escrevi e assinei sobre o assunto. Sugiro que consulte as edições antigas do Il Popolo d'Italia. Por esse motivo, estou longe de aceitar o mito de Rosenberg

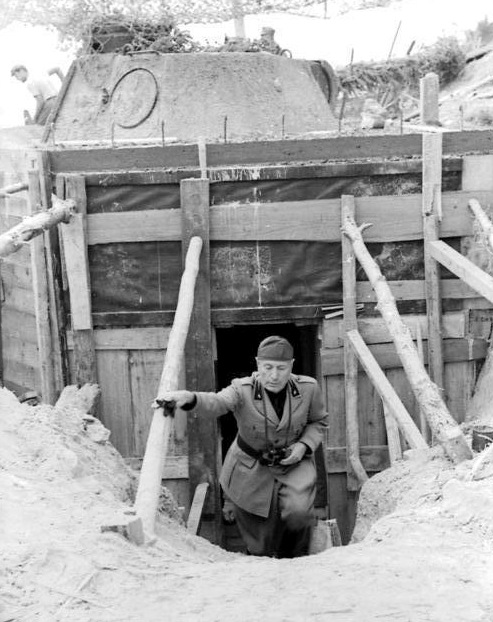
Mussolini inspecionando fortificações, 1944

Mussolini se opôs a qualquer redução territorial do estado italiano e disse a seus associados:

Não estou aqui para abrir mão de nem mesmo um metro quadrado de território estadual. Voltaremos à guerra por isso. E vamos nos rebelar contra qualquer um por isso. Onde a bandeira italiana estava hasteada, a bandeira italiana retornará. E onde não foi baixado, agora que estou aqui, ninguém vai baixá-lo. Eu disse essas coisas ao Führer.
Por cerca de um ano e meio, Mussolini viveu em Gargnano, no Lago Garda, na Lombardia. Embora ele insistisse publicamente que estava no controle total, ele sabia que era simplesmente um governante fantoche sob a proteção dos alemães. Na verdade, ele vivia sob o que equivalia a uma prisão domiciliar pela SS, que restringia suas comunicações e viagens. Ele disse a um de seus colegas que ser mandado para um campo de concentração era preferível a ser um fantoche.
Depois de ceder à pressão de Hitler, Mussolini ajudou a orquestrar uma série de execuções de alguns dos líderes fascistas que o traíram na última reunião do Grande Conselho Fascista. Um dos executados foi seu genro, Galeazzo Ciano. Ao saber da execução de Ciano, Mussolini disse a Rachele Guidi: "Desde aquela manhã comecei a morrer". Como Chefe de Estado e Ministro das Relações Exteriores da República Social Italiana, Mussolini usou muito de seu tempo para escrever suas memórias. Junto com seus escritos autobiográficos de 1928, esses escritos seriam combinados e publicados pela Da Capo Press como My Rise and Fall.
Em uma reunião realizada em 1º de abril, Mussolini diria a Ottavio Dinale que, em uma de suas reuniões com Hitler, Hitler lhe confessou que havia lido Nietzsche e Schopenhauer, além de ter lido em profundidade livros de escritores ocultistas. Hitler tentaria fazê-lo acreditar que estava mística e cientificamente "convencido de que estava possuído não por um demônio, mas por um espírito de mitologia ariana pré-histórica". Para Mussolini, Hitler havia aprendido com as ciências ocultas como enganar seu povo e o mundo, e compreendeu "a sensação estranha e inexplicável que seus discursos sempre me davam, que se caracterizavam por um tom profético que não podia deixar de surpreender seus ouvintes". Mussolini estava convencido de que as afirmações rituais e o discurso simbólico serviam um propósito útil na promoção de fins políticos, uma vez que, anteriormente, tinha declarado que "se por 'misticismo' se entende a capacidade de apreender verdades independentemente da inteligência, eu seria o primeiro a declarar a minha oposição". Em uma reunião posterior, Mussolini explicaria a Dinale que acreditava que os Estados Unidos não interviriam na guerra porque ele havia acreditado na promessa do presidente Roosevelt às mães americanas de que seus filhos não seriam sacrificados em batalha.
Em 21 de abril, Hitler convoca Mussolini para uma reunião. Mussolini, que estava deprimido e cansado do curso que a guerra havia tomado, assiste. Na reunião, Hitler diz a Mussolini que cientistas alemães estão preparando armas que mudarão o cenário da guerra. Quando Mussolini pediu a Hitler que lhe desse mais detalhes, Hitler lhe disse para ter confiança no que seus homens estavam preparando. Então Mussolini, ansioso para saber sobre o que eram essas "armas secretas", convocou o jornalista Luigi Romersa para conduzir uma investigação. Ao mesmo tempo, Mussolini começaria a falar de uma "arma secreta" italiana conhecida como o "raio da morte" que Guglielmo Marconi, o inventor do rádio, havia inventado nos anos 30. Em outubro de 1944, Mussolini receberia o relatório de Romersa, e desse relatório, em dezembro de 1944, ele declarou a existência de armas secretas que iriam restabelecer "o equilíbrio de poder" perdido nos últimos meses.
Quando ocorreu o atentado de 20 de julho a Hitler, Mussolini, momentos antes, estava viajando em seu trem. O trem de Mussolini havia parado nos trilhos antes de entrar na floresta porque temia-se um ataque aéreo. Alguns conspiradores abordaram Mussolini dizendo que Hitler os estava enviando. Porém, Mussolini disse-lhes "quando tenho um plano acabo-o, não o mudo pela metade" e recusou-se a segui-los. Os conspiradores queriam que Mussolini estivesse lá quando a bomba explodisse. Horas depois, Mussolini se reuniria com Hitler. Mussolini e Hitler se encontraram 17 vezes entre 1934 e 1944. As reuniões consistiram em longos monólogos de Hitler com Mussolini incapaz de se expressar adequadamente. Em uma reunião em 1942, Hitler falou por uma hora e 40 minutos enquanto Mussolini olhava para o relógio e o general Alfred Jodl adormecia. Segundo Romersa, apesar de Hitler professar uma amizade sincera com Mussolini, Mussolini não retribuiu com a mesma intensidade.
Em uma entrevista de janeiro de 1945 por Madeleine Mollier, alguns meses antes de ser capturado e executado por antifascistas italianos, ele afirmou enfaticamente: "Há sete anos eu era uma pessoa interessante. Agora, sou pouco mais que um cadáver". Ele continuou:

Sim senhora, terminei. Minha estrela caiu. Eu não tenho mais luta. Trabalho e tento, mas sei que tudo não passa de uma farsa … Espero o fim da tragédia e, estranhamente desligada de tudo, não me sinto mais ator. Sinto que sou o último dos espectadores.

### Morte

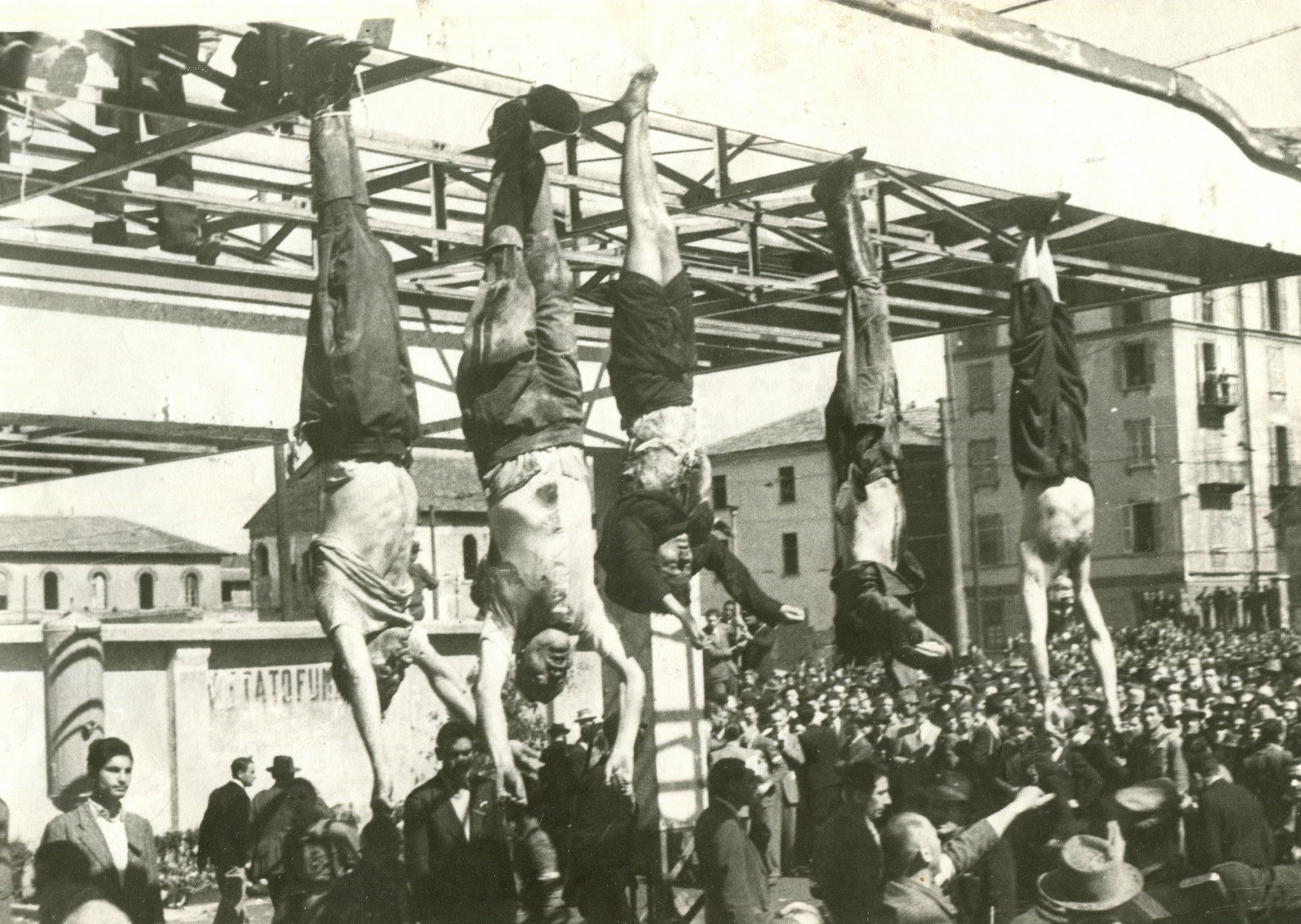
Da esquerda para a direita, os corpos de Bombacci, Mussolini, Petacci, Pavolini e Starace na Piazza Loreto, 1945.

No dia 20 de abril, Mussolini daria sua última entrevista a Gian Gaetano Cabella, onde falaria sobre um projeto de "socialização mundial", e no dia 22 de abril corrigiria alguns aspectos dessa entrevista. Mussolini foi preso pelos guerrilheiros da Resistência italiana, que o mataram a 28 de abril de 1945, juntamente com a sua companheira e amante, Clara Petacci — que embora pudesse fugir, preferiu permanecer ao lado do Duce até o fim. As últimas palavras de Mussolini — em óbvia deferência à sua personalidade egocêntrica — foram:
Atirem aqui, (disse ele apontando para o peito) Não destruam meu perfil.
O seu corpo e o de Clara Petacci ficaram expostos à execração pública, pendurados pelos pés, na Piazza Loreto em Milão. Quando as autoridades norte-americanas chegaram, os corpos foram baixados e entregues no necrotério. Uma autópsia foi realizada no Instituto de Medicina Legal de Milão. O cérebro de Mussolini foi amostrado e enviado aos Estados Unidos para análise. A intenção era testar a hipótese de que a sífilis havia causado sua "loucura", mas nada veio da análise e nenhuma evidência de sífilis foi encontrada em seu corpo.
Em seu testamento, Mussolini diria:
Ninguém que seja um verdadeiro italiano, seja qual for sua fé política, se desesperará no futuro. Os recursos do nosso povo são imensos… Depois da derrota, eles me cobrirão furiosamente com saliva, mas depois serei purificado com veneração. Então sorrirei, porque meu povo estará em paz consigo mesmo… Os trabalhadores são infinitamente superiores a todos os falsos profetas que afirmam representá-los… Por isso fui e sou socialista! A alegação de inconsistência é infundada. Minha conduta sempre foi correta no sentido de olhar a substância das coisas e não a forma… Como a evolução da sociedade refutou muitas das profecias de Marx, o verdadeiro socialismo retrocedeu do possível para o provável… O único socialismo que pode ser implementado socialisticamente é o corporativismo, ponto de confluência, equilíbrio e justiça de interesses em relação ao interesse coletivo… Vinte anos de fascismo, ninguém será capaz de apagá-los da história da Itália. Não tenho ilusões sobre meu destino. Eles não vão me julgar, porque sabem que se fosse acusado eu me tornaria um acusador público. Eles provavelmente vão me matar e depois dizer que cometi suicídio por remorso. Aqueles que temem a morte nunca viveram, e eu vivi muito. A vida é apenas uma seção de conjunção entre duas eternidades: o passado e o futuro. Enquanto minha estrela brilhasse, eu era o suficiente para todos; Agora que acabou, nem tudo seria o suficiente para mim. Irei para onde o destino me quiser, porque fiz o que o destino mandou…
Mussolini receberia um funeral católico em 1957. Encontra-se sepultado no Túmulo da Família Mussolini em Predappio, na Emília-Romanha, localidade onde nasceu; o seu mausoléu é visitado pelos turistas, e é local de peregrinação dos neo-fascistas italianos. Em abril de 2009, o município baniu a venda de recordações fascistas.
As últimas horas de vida de Mussolini foram vasculhadas por um tribunal do júri de Pádua, em maio de 1957. Mas o processo não esclareceu as circunstâncias da morte. Até hoje não se sabe, de fato, quem disparou os tiros mortais. Michele Moretti, último sobrevivente do grupo de antifascistas que matou o ditador, morreu em 1995, aos 86 anos em Como (norte da Itália). Moretti, que na época da guerrilha usava o codinome "Pietro", levou para o túmulo o segredo sobre quem realmente disparou contra Mussolini e sua amante. Alguns historiadores italianos afirmam que o próprio Moretti matou os dois. Para outros, o autor dos disparos, feitos com a metralhadora de "Pietro", foi outro partigiano, chamado Walter Audisio. O pesquisador Renzo de Felice suspeita que o serviço secreto britânico tenha tramado a captura junto com os partigiani. Afirma-se que a unidade de operações secretas da Grã-Bretanha na época, o Special Operations Executive (SOE), foi responsável pela morte de Mussolini para encobrir e recuperar correspondências comprometedoras entre Mussolini e Winston Churchill. Esta teoria gerou controvérsia. Em 1994, Bruno Lonati, um ex-partigiano, publicou um livro no qual afirmava ter atirado em Mussolini e que estava acompanhado por um oficial do exército britânico chamado "John". O jornalista Peter Trompkins alegou que "John" era o agente Robert Maccarrone. Lonati diria que:
Petacci estava sentada na cama e Mussolini estava em pé. John me levou para fora e disse que suas ordens eram para eliminar ambos, porque Petacci conhecia muitas coisas. Eu disse que não conseguiria atirar em Petacci, então John disse que o faria. Ele foi bastante claro de que Mussolini tinha que ser executado por um italiano.

## Descendentes

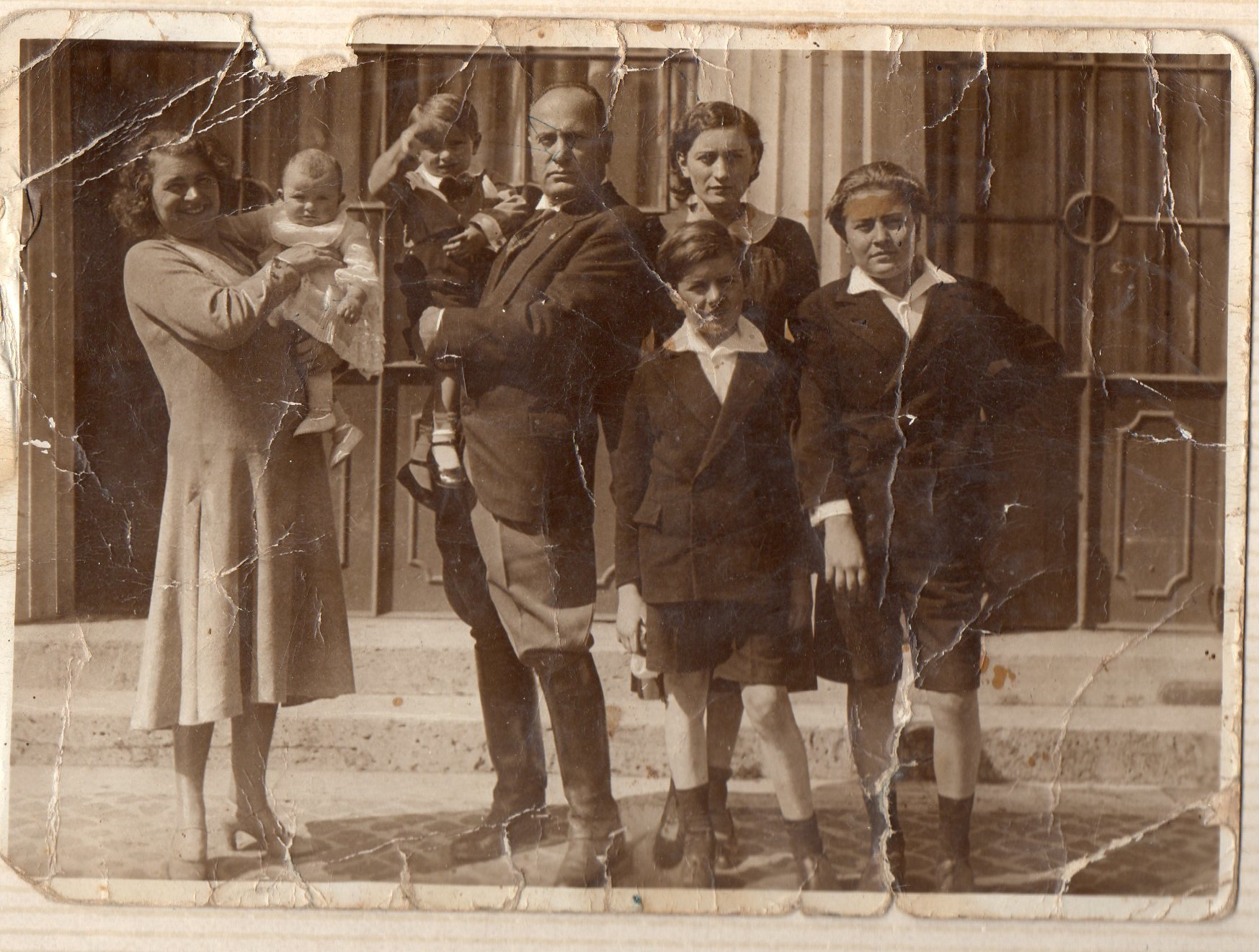
Mussolini com sua familia

Sobreviveram a Mussolini: sua esposa, Rachele Mussolini, dois filhos, Vittorio e Romano Mussolini, e as filhas Edda, a viúva do Conde Ciano, e Anna Maria. Um terceiro filho, Bruno, faleceu em um acidente aéreo enquanto voava em um bombardeiro P108 em uma missão de teste, em 7 de agosto de 1941. Seu filho mais velho, Benito Albino Mussolini, de seu casamento com Ida Dalser, recebeu ordens para que parasse de declarar que Mussolini era seu pai e em 1935 foi internado à força em um asilo, em Milão, onde foi assassinado em 26 de agosto de 1942, após repetidos coma induzidos por injeções. A irmã da atriz Sophia Loren, Anna Maria Scicolone, foi casada com Romano Mussolini, filho de Mussolini. A neta de Mussolini, Alessandra Mussolini, era membro do Parlamento Europeu pelo partido Alternativa Sociale e membro da Câmara dos Deputados pelo partido O Povo da Liberdade. Alessandra Mussolini, em dezembro de 2020, deixou a política.

## Legado
Em fevereiro de 2018, uma pesquisa realizada pelo instituto de pesquisa Demos & Pi descobriu que, de 1 014 pessoas entrevistadas, 19% dos eleitores italianos tinham uma opinião "positiva ou muito positiva" de Mussolini, 60% o viam de forma negativa e 21% não tinham opinião formada.